# Matthias Erzberger

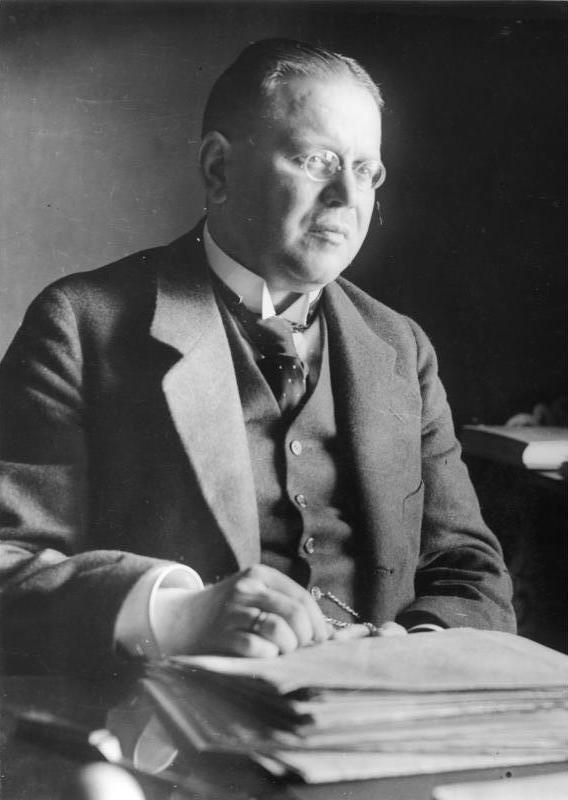
Erzberger 1919 als Abgeordneter der Weimarer Nationalversammlung

Matthias Erzberger (* 20. September 1875 in Buttenhausen, Königreich Württemberg; † 26. August 1921 bei Bad Griesbach im Schwarzwald, Republik Baden) war ein deutscher Publizist und Politiker (Zentrum) im Kaiserreich und in der Weimarer Republik.
Erzberger wurde 1903 Abgeordneter für die Zentrumspartei im Reichstag und dort vor allem als Kritiker der Kolonialpolitik bekannt. Er beteiligte sich an der Aufdeckung mehrerer Kolonialskandale. Im Ersten Weltkrieg schloss er sich zunächst den Annexionisten an, die Gebiete anderer Länder erobern wollten. 1916/17 erkannte er jedoch als einer der ersten im Reichstag und in der politischen Führung die Schwäche der militärischen Position Deutschlands. Um die drohende militärische Niederlage zu vermeiden, strebte er nun einen Verständigungsfrieden mit der Entente an und initiierte im Juli 1917 die Friedensresolution des Reichstags. Dabei entstand der Vorläufer der späteren Weimarer Koalition. Im Oktober 1918 wurde er Minister, im November 1918 unterzeichnete er als Bevollmächtigter der Reichsregierung und Leiter der Waffenstillstandskommission das Waffenstillstandsabkommen von Compiègne, das die Kampfhandlungen des Ersten Weltkriegs faktisch beendete. Anschließend setzte er als Reichsminister der Finanzen von 1919 bis 1920 die nach ihm benannte Erzbergersche Reform durch, die als umfangreichstes Reformwerk der deutschen Steuer- und Finanzgeschichte gilt. Eine Hetzkampagne des deutschnationalen Politikers Karl Helfferich und der damit verbundene Prozess zwangen ihn 1920 zum Rücktritt. Kolporteure der Dolchstoßlegende bezeichneten Erzberger als einen der „Novemberverbrecher“. Im Jahr 1921 wurde Erzberger von Attentätern der rechtsterroristischen Organisation Consul ermordet.
Als „Schrittmacher des Parlamentarismus in einem antiparlamentarischen Verfassungssystem“ (Theodor Eschenburg) fand Erzberger postum, vor allem in Westdeutschland nach dem Zweiten Weltkrieg, eine große Würdigung. Nach Eschenburg war er „eine der wenigen Märtyrergestalten in der deutschen Geschichte vor der Hitlerdiktatur“. Bundestagspräsident Wolfgang Schäuble zählte Erzberger zu seinem 100. Todestag 2021 „zu den herausragenden Persönlichkeiten der deutschen Demokratiegeschichte und zu den großen Staatsmännern der jungen Weimarer Republik. Er hat den Übergang vom Kaiserreich zur Republik, vom Krieg zum Frieden entscheidend geprägt.“

## Leben

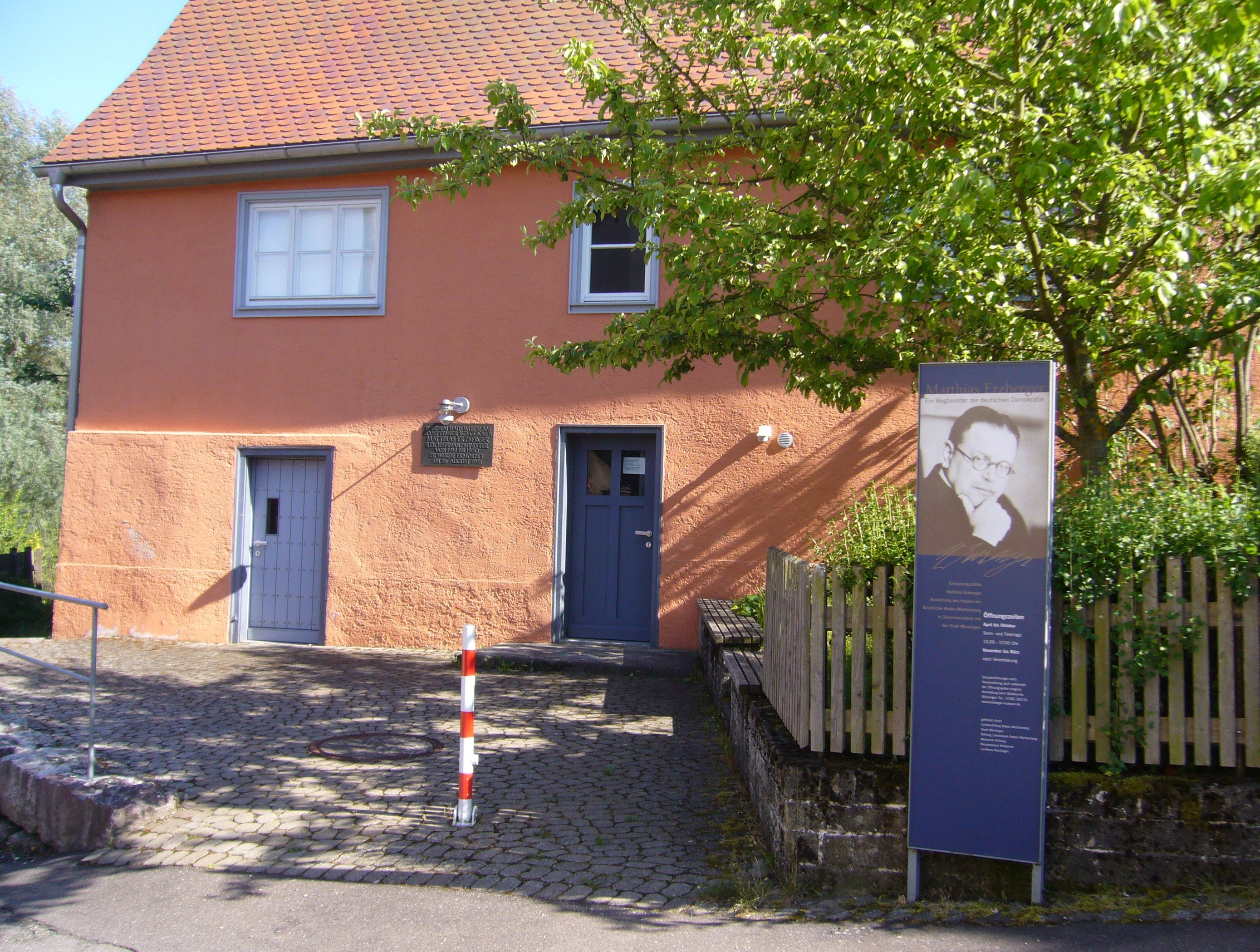
Geburtshaus, heute Erinnerungsstätte Matthias Erzberger

### Kindheit, Jugend, Studium, erste Berufstätigkeit
Matthias Erzberger wurde als Sohn des Schneiders und nebenberuflichen Postboten Josef Erzberger und dessen Frau Katherina (geb. Flad) in Buttenhausen geboren. Während sich die Bevölkerung des kleinen Ortes etwa je zur Hälfte aus Juden und Protestanten zusammensetzte, gehörte die aus dem nahegelegenen Gundelfingen stammende Familie Erzberger zu den wenigen katholischen Familien im Ort. Matthias war das älteste von sechs Kindern. In Bichishausen besuchte er die katholische Volksschule und wohnte bei seinem Großvater väterlicherseits in Gundelfingen. Einer seiner Lehrer erkannte sein Talent und schlug den Eltern vor, ihrem Sohn eine Lehrerausbildung zu ermöglichen, deren Kosten die Familie tragen konnte. Nach der Schulzeit besuchte Erzberger zunächst die Präparandenanstalt in Gmünd. Dort übersprang er eine Klasse und absolvierte den dreijährigen Lehrgang in zwei Jahren. Anschließend studierte er am katholischen Lehrerseminar in Saulgau, wo er 1894 die Volksschullehrerprüfung als Bester seines Jahrgangs ablegte. Bereits in dieser Zeit setzte er sich mit politischen Fragen auseinander. Erzberger diente nicht in der Armee, weil in seinem württembergischen Heimatbezirk ein Überschuss an wehrfähigen Männern bestand. Er wurde zum „glühenden Katholiken“ erzogen, seine religiösen Anschauungen waren die zentralen Leitgedanken in seinem gesamten politischen Denken und Handeln.
Erzberger trat 1894 in den Württembergischen Schuldienst ein. Nach Tätigkeiten als Lehrerpraktikant in Marbach und Göppingen sowie als Amtsverweser in Feuerbach bei Stuttgart entdeckte ihn Josef Eckard 1895 als politisches Talent. Eckard bot ihm eine Stelle als Redakteur für das katholische Deutsche Volksblatt in Stuttgart an, was Erzberger sofort annahm. Um der Sozialdemokratie entgegenzuwirken, war 1890 der Volksverein für das katholische Deutschland gegründet worden, dessen Führung Josef Eckard und Adolf Gröber übernommen hatten, Hauptmitarbeiter wurde nun Erzberger. Zur Vorbereitung auf die neue Aufgabe begann Matthias Erzberger 1896 ein Studium des Staatsrechts und der Nationalökonomie in Freiburg im Üechtland. Gleichzeitig engagierte er sich in katholischen Arbeitervereinen und in der Zentrumspartei. Beeindruckt von der zentralistischen Disziplin und dem Zusammenhalt der sozialistischen Arbeitervereine und Gewerkschaften, beschlossen Erzberger und andere christliche Delegierte 1897 anlässlich eines internationalen Kongresses in Zürich, eine christliche Gewerkschaftsbewegung in ganz Deutschland ins Leben zu rufen. 1899 beteiligte sich Erzberger an der Gründung Christlicher Gewerkschaften in Mainz, wo er der Hauptredner war, eines Bauernvereins und des schwäbischen Handwerkerbunds.
Im Jahr 1900 heiratete Erzberger in Rottenburg Paula Eberhard (1875–1963), die Tochter eines wohlhabenden Kaufmanns. Der Ehe entstammten zwei Töchter und ein Sohn. Der Sohn starb 1918 als Offiziersanwärter an der Spanischen Grippe. Wenige Monate vor der Ermordung Erzbergers trat Maria Erzberger (1902–1937), die ältere seiner beiden Töchter, 1921 in den Karmel von Echt des Karmelitenordens in den Niederlanden ein. Sie starb dort 1937. Die Witwe Erzbergers und die jüngere Tochter Gabriele (1914–1996) blieben in Berlin. Nach dem Zweiten Weltkrieg lebten beide in Stuttgart. Paula und Gabriele Erzberger wurden im Biberacher Familiengrab neben ihrem Mann bzw. ihrem Vater beigesetzt.
Bis zur Wahl in den Reichstag widmete sich Erzberger hauptsächlich der publizistischen Arbeit, wobei das zentrale Thema der Kampf gegen den Marxismus war; dieser Kampf gründete sich auf seinen starken religiösen Überzeugungen und nicht auf den Wunsch, den wirtschaftlich-sozialen Status quo im Kaiserreich zu erhalten. Erzberger galt spätestens seit 1898 als einer der „unermüdlichsten Pamphletisten Deutschlands“. Seine Polemik gegen die Sozialdemokraten zeichnete sich dabei durch das seinerzeit keineswegs selbstverständliche Bemühen aus, die sozialistischen Argumente ernst zu nehmen, aber sie aus christlicher Sicht zu widerlegen.

### Abgeordneter im Reichstag
Bei der Reichstagswahl 1903 wurde Erzberger 28-jährig als damals jüngster Abgeordneter mit 90,4 % der Stimmen für den Wahlkreis Württemberg 16 (Biberach, Leutkirch, Waldsee, Wangen), einer Parteihochburg der Württembergischen Zentrumspartei, in den Reichstag gewählt, protegiert von den Abgeordneten Adolf Gröber und Richard Müller. Seine Wahlpropaganda war darauf ausgerichtet, den frommen Bauern „das rote Gespenst an die Wand zu malen, und es gelang ihm mühelos, die Schwächen des sozialdemokratischen Agrarprogramms aufzudecken“. Ohne Vermögen und anderweitige Einkommen war er im damaligen Reichstag, der noch keine Diäten kannte, ein Außenseiter, ähnlich wie die Sozialdemokraten. Er wurde zu einem der ersten bürgerlichen Berufspolitiker, indem er sich zugleich als politischer Journalist finanzierte: Er schrieb eine Fülle von Artikeln für das Deutsche Volksblatt (Württemberg) und das Zentrums-Organ Germania. Außerdem kaufte er ein eigenes Magazin auf und verbreitete darüber teilweise reißerische Enthüllungsgeschichten, die er im Zusammenhang mit seiner Arbeit im Reichstag selbst recherchierte. Nach Christoph Palmer (2007) verkörperte er einen „Politiker neuen Typs“: „Er war so gar nicht der Typ für das Honoratioren-Parlament des Kaiserreichs. Stattdessen focht er mit einer Leidenschaft, die ihresgleichen suchte, für seine Überzeugungen […] Er fühlte und handelte als Anwalt der kleinen Leute, und er wollte die konsequente Demokratisierung Deutschlands.“
Erzberger arbeitete sich schnell zu einem Experten für Militär-, Kolonial- und Finanzpolitik hoch und wurde bereits 1904, nach einem Jahr Reichstagszugehörigkeit, auf Vorschlag Gröbers in die Budgetkommission des Reichstags (d. h. den Haushaltsausschuss) berufen. Da das Budgetrecht des Reichstags im Kaiserreich sein größter Einflussfaktor war, galt auch die Budgetkommission als besonders einflussreich. Erzbergers rascher Aufstieg schuf ihm unter den langjährigen Abgeordneten viele Gegner. In der Budgetkommission übernahm er zuerst sozialpolitische, dann militärpolitische Fachaufgaben. Der preußische Kriegsminister Karl von Einem äußerte sich in diesem Zusammenhang wertschätzend über Erzberger: „Der kann immer gleich Auskunft geben und weiß viel besser Bescheid als meine Offiziere und Beamten.“

#### Kolonialpolitik und Reichstagswahl 1907
1905 und 1906 deckte Erzberger als kolonialpolitischer Sprecher seiner Fraktion mehrere Kolonialskandale auf und wurde dadurch reichsweit bekannt, weil seit Beginn des Herero-Aufstandes 1904 die Kolonialpolitik im Brennpunkt der deutschen Öffentlichkeit stand. Erzberger lehnte, nicht zuletzt mit Blick auf den Missionsgedanken, Kolonien nicht grundsätzlich ab und verteidigte im Mai 1905 sogar den Feldzug der deutschen Kolonialtruppen gegen die Herero in Deutsch-Südwestafrika gegen Angriffe der SPD, namentlich Georg Ledebours. Er glaubte noch zu einem Zeitpunkt, als wegen der deutschen vernichtenden Kriegführung gegen die Aufständischen bereits deutliche Kritik aufkam, propagandistische Berichte über angebliche Gräueltaten der Hereros und solidarisierte sich mit den Krieg führenden Truppen unter ihrem Oberbefehlshaber Lothar von Trotha. Christopher Dowe stellt fest, dass er während des Kolonialkriegs ein „striktes Freund-Feind-Denken“ pflegte und „sein moralisches Urteilsvermögen angesichts des sich vollziehenden Völkermords an den Hereros völlig versagte“. Allerdings mahnte Erzberger, auch die Rechte der Afrikaner zu berücksichtigen, die häufig Zwangsarbeit leisten mussten, und die zum Teil unmenschlichen Arbeitsbedingungen in den Kolonien schärfer zu kontrollieren. Vor allem aber attackierte er, gestützt auf Berichte von Beamten im Reichskolonialamt, Misswirtschaft und Korruption in der Grauzone von Ministerialbürokratie und Unternehmen wie der Deutschen Kolonialgesellschaft und der Reederei Woermann. Ernst II. zu Hohenlohe-Langenburg musste als Leiter der Kolonialabteilung im Auswärtigen Amt zurücktreten; mit ihm verlor auch der Ministerialbeamte Karl Helfferich seinen Posten. Dessen Hass verfolgte Erzberger bis an sein Lebensende. Konservative Kreise waren empört, dass ein „schwäbischer Volksschullehrer“ den Erbprinzen von Hohenlohe-Langenburg stürzen konnte. Anlässlich des Rücktritts seines Verwandten fragte Kaiser Wilhelm II. den regierenden Reichskanzler Bernhard von Bülow, ob „denn gar kein Mittel vorhanden [sei], unsere Beamten- und Offizierswelt vor dem gewerbsmäßigen Hintertreppen-Schleicher, Ehrabschneider und Verleumder Erzberger zu decken? Die Empörung in diesen Kreisen ist stark und nimmt zu; es wäre gut, wenn die Regierung ihm und dem Zentrum die Zähne zeigte.“
Im Hintergrund dieser Konflikte stand ein Machtzuwachs der katholischen Arbeiterbewegung in der Zentrumspartei, namentlich der Christlichen Gewerkschaften und des Volksvereins für das katholische Deutschland. Sie verbanden sich mit „Kräften des agrarischen und kleingewerblichen Populismus“ (Wilfried Loth). Erzberger empfahl sich mit seiner gut recherchierten Kritik an der Regierungspolitik als Frontmann dieser „Zentrumsdemokraten“.
Erzbergers Kampagne trug dazu bei, dass die Regierung Bülow im Streit um das Budget für den militärischen Einsatz in den Kolonien 1907 zurücktrat und es zu Neuwahlen des Reichstags (den sog. „Hottentottenwahlen“) kam. Bülow, Konservative und Nationalliberale führten ihren Wahlkampf gezielt gegen Erzberger und das Zentrum. Da Zentrum und SPD in der aufgeheizt nationalistischen Atmosphäre an Stimmen verloren, konnte Bülow nach der Wahl einen konservativ-liberalen Block ohne das Zentrum bilden. Die Zentrumsführung und vor allem der rechte Parteiflügel nahmen Erzberger diese Entwicklung übel und drängten ihn eine Zeitlang in den Hintergrund. Die Parteiführung hoffte außerdem, die Konservativen im Reichstag durch eine politische Gewichtsverlagerung nach rechts für sich zu gewinnen, indem sie den linken Flügel um Erzberger neutralisierte. Im Streit um eine wegen eines drohenden Haushaltsdefizits von 500 Millionen Mark geplante maßvolle Erhöhung der Erbschaftssteuer stürzten schon 1909 die Deutschkonservativen gemeinsam mit dem Zentrum unter Mitwirkung Erzbergers die Regierung Bülow. Erzberger hatte bereits im Rahmen der Daily-Telegraph-Affäre eine deutlich oppositionelle Haltung gegenüber Bülow eingenommen. Obwohl er schon vorher in und außerhalb der Partei eine einflussreiche bis herausragende Rolle gespielt hatte, wurde er erst am 7. Februar 1912 offiziell in den Fraktionsvorstand des Zentrums aufgenommen.

#### Entwicklung des politischen Denkens bis 1914
In seiner Genugtuung über den Zusammenbruch des Bülow-Blocks teilte Erzberger einige Jahre eine allgemeine Zufriedenheit mit dem politischen Status quo. So nahm er beim sogenannten Fall Oldenburg, einem auch für damalige Verhältnisse beispiellosen Angriff auf die Würde des Reichstages, eine auffallend neutrale Haltung ein und legte offensichtlich mehr Wert auf die Solidarität mit dem antiparlamentarischen Bündnispartner als auf eine Verteidigung der Rechte des Reichstags. Seine fortschrittliche Haltung lebte zunächst wieder mit der Erörterung der Verfassung von Elsaß-Lothringen auf, in der er sich für eine weitgehende Selbstverwaltung aussprach. In seiner Wahlbroschüre für die Reichstagswahl 1912 vermied er jedoch jeglichen Angriff gegen die antiparlamentarischen Kräfte im Reichstag, mit denen das Zentrum bis 1917 in erster Linie zusammenarbeitete.
Dennoch wuchs bei Erzberger immer deutlicher die Erkenntnis, dass das herrschende politische System in Deutschland dringend einer Erneuerung bedürfe. In seiner Broschüre Politik und Völkerleben aus dem Jahre 1914 gab er seiner Hinwendung zum Parlamentarismus Ausdruck, der sich seiner Meinung nach unweigerlich in jeder modernen Gesellschaft durchsetze. Der noch herrschende Konstitutionalismus gehe mit der Herrschaft einer „klassenbewußten, arroganten, Inzucht treibenden Bürokratie“ einher, die häufig – wie bei der Zabern-Affäre – unter schroffer Missachtung der öffentlichen Meinung regiere. Zur Politisierung der Massen und der Demokratisierung der Gesellschaft schrieb er im Jahre 1914:

„Die Politisierung der Massen lässt sich nicht aufhalten; sie ist das ganz natürliche Produkt der neuzeitlichen Verhältnisse. Sie ist an und für sich kein Übel, sondern für Volks- und Staatsleben erwünscht. Stumpfsinnige Bürger und politisch träge Nationen sind den Anforderungen der Gegenwart nicht gewachsen; reges politisches Leben erzeugt Anteilnahme an allen öffentlichen Vorgängen, gibt einer Nation Kraft und Lebensmut, stärkt das Verantwortungsgefühl der Machthaber und Herrschenden, ist eine unentbehrliche Kontrolle über deren Handlungen und Unterlassungen. Militärpflicht und Steuerpflicht zwingen den Bürger zur lebhaften politischen Betätigung in Stadt und Land. Daß diese, im Übermaß betrieben, ihre Nachteile hat, ist selbstverständlich.“

Sein Ideal blieb zeitlebens ein „gottesfürchtiges Land, in dem ein gläubiger Geist das politische Leben trägt“:

„Selbst, wenn scheinbar rein politische Motive oder wirtschaftliche Machtfragen den öffentlichen Markt zu beherrschen scheinen, gar bald und schnell zeigt es sich, daß der Kern der Streitfragen doch ein religiöser ist. Die Religion ist die Königin der Politik und des Völkerlebens; sie ist Leitstern, Wärmequelle, Kraftstrom und Ziel in gleicher Weise. […] Die Religion veredelt und adelt die Politik, die ohne Religion nur zu einem Streit um die besseren Futterplätze herabsinkt.“

Aus seiner strikten religiösen Orientierung speiste sich die zunächst unentwegte Feindseligkeit gegenüber dem Sozialismus und der Sozialdemokratie als dessen angeblich ungebrochene Erscheinungsform – eine Meinung, von der er erst im Verlaufe des Weltkrieges abrückte. Vor dem Krieg half ihm diese Haltung zur Festigung seiner Position im Zentrum als kommender Führer der gesamten Partei: „Seine unentwegte Feindseligkeit gegenüber dem Sozialismus verschleierte in gewissem Maße seine fortschrittlichen demokratischen Ansichten, so daß er dem rechten Flügel langsam genehmer wurde.“ Die Forderung der SPD nach Abschaffung des Dreiklassenwahlrechts lehnte Erzberger vor dem Ersten Weltkrieg ab, noch entschiedener das Wahlrecht für Frauen. So erklärte er 1903 auf einer Versammlung des Volksvereins für das katholische Deutschland, dass der richtige Platz für Frauen nicht die Politik, sondern die Familie sei.
Außenpolitisch bewegte er sich noch lange in den Bahnen des herrschenden Zeitgeistes und war zu dieser Zeit noch überzeugt, dass Deutschland eine starke Armee brauche, um seine Interessen international verfolgen zu können. Die zuversichtliche Einschätzung der Zukunft Österreich-Ungarns und daraus folgend die enge Bindung Deutschlands an den schwächelnden Bündnispartner sowie die kritiklose Unterstützung der Flottenpolitik gelten als Hauptfehler seiner außenpolitischen Konzeption vor 1914. Erzberger beklagte zwar, wie die kostspielige Aufrüstung das Vertrauen der Völker untereinander und den inneren Fortschritt belasteten, sah aber keine Möglichkeit, diese Spirale zu überwinden, vor allem wandte er sich gegen eine einseitige Abrüstung Deutschlands als zu großes Risiko. Er glaubte, dass ein starkes Deutschland die beste Garantie für den Frieden in Europa sei. Demzufolge trat er energisch für die großen Heeresvermehrungen von 1911, 1912 und 1913 ein. Die Schrecken des Krieges und das ungeheure wirtschaftliche Chaos, das der Zusammenbruch voneinander abhängiger Industriestaaten hervorrufen würde, waren ihm gleichermaßen klar. Im Gegensatz zu seiner üblichen Praxis stellte er dieser kritischen Erkenntnis jedoch keine positiven Vorschläge gegenüber. Seine Hinwendung zum Völkerbunds- und Abrüstungsgedanken erfolgte erst nach der Erfahrung des Ersten Weltkriegs. Im Gegensatz zu den Jahren nach dem Krieg beschäftigte er sich vor 1914 fast ausschließlich mit außenpolitischen Fragen.

### Erster Weltkrieg
Zu Beginn des Ersten Weltkrieges war Erzberger ein deutlicher Befürworter weitreichender Annexionen und teilte die mehrheitliche Auffassung im deutschen Reichstag und in der Reichsregierung. Im September 1914, kurz bevor die deutsche Angriffsplanung an der Marne scheiterte, entwarf er ein phantastisches „Kriegszielprogramm“, das jenen der extremsten Konservativen kaum nachstand. Sein Kriegszielprogramm vom 2. September 1914 umfasste neben der Annexion Belgiens die der französischen Kanalküste bis Boulogne; dazu aus strategischen Gründen die Stadt Belfort sowie aus wirtschaftlichen Gründen die Eisenerzlager von Briey und Longwy. Im Osten sollte nach seinen Vorstellungen das Russische Reich in seine nationalen Bestandteile aufgelöst werden. Polen und die baltischen Ländern sollten Satelliten Deutschlands werden, die Ukraine unter die Kontrolle Österreich-Ungarns fallen. In Zentralafrika sollte ein großes deutsches Kolonialreich unter Einschluss des französischen und belgischen Kongo geschaffen werden. Alle Kriegsschulden und weitere völlig überzogene „Reparationen“ sollten die besiegten Mächte zahlen.
Zudem vertrat Erzberger eine rücksichtslose Kriegsführung. In Zeitungsartikeln schwärmte er davon, „Feuer vom Himmel regnen zu lassen“. Wenn man in der Lage sei, „durch ein Mittel ganz London zu vernichten, so ist das humaner, als wenn man noch einen einzigen deutschen Volksgenossen auf dem Kampffelde bluten läßt, weil eine solche Radikalkur am schnellsten zum Frieden führt“. Von diesen extremen Forderungen wich Erzberger allmählich ab, wobei sich kein bestimmtes Ereignis und kein genauer Zeitpunkt nennen lässt, von dem an die grundsätzliche Meinungsänderung erfolgte. Im Juli 1917 war sie weitgehend vollzogen, als die von ihm initiierte Friedensresolution des Reichstags die gesamte deutsche Politik verwandelt hatte (s. u.). Erzberger war im Unterschied zu den meisten Annexionisten einsichtig genug, die Gebietsforderungen fallen zu lassen, als sie vor dem Hintergrund des militärischen Kräfteverhältnisses unrealistisch geworden waren.
Der Politikwissenschaftler Alfons Siegel nennt in seiner Dissertation (2003) u. a. folgende Faktoren, die Erzbergers Positionswandel erklären könnten:
1. Ihm war stets klar, dass Deutschland den Krieg nur entweder rasch oder gar nicht gewinnen konnte. Nachdem die erste Möglichkeit ausgeschieden war, blieb ein Verständigungsfriede in seinen Augen die einzige Chance, eine brutale Niederlage zu vermeiden.
2. Bei der realistischen Einschätzung der Kriegslage halfen ihm Geheimdienstinformationen über Positionen der Entente-Staaten, neutraler Staaten und des Vatikans. Seine überragende geistige Beweglichkeit machte es ihm auch zu Kriegszeiten möglich, alte Positionen im Lichte neuer Erkenntnisse zu überprüfen.
3. Im Streit um den U-Boot-Krieg bestritt er, gestützt auf solche Informationen, die Möglichkeit, Großbritannien mit dieser Waffe entscheidend zu schwächen, zugleich war ihm klar, wie wichtig es für Deutschland war, einen Kriegseintritt der USA zu vermeiden.
4. Besonders nach der Februarrevolution 1917 in Russland entwickelte er auch prinzipielle Vorstellungen von einem langfristig wirksamen Frieden auf der Basis der Verständigungspolitik und des internationalen Rechts. Sie gingen einher mit der Annahme, dass gewählte Parlamente, wenn sie außenpolitische Verantwortung haben, zu einer stabilen Verständigung untereinander in der Lage seien.
5. Die ungeheuren Schrecken des Krieges ließen ihn, je länger sie andauerten, desto stärker empfinden, wie brüchig und fragwürdig alle militärischen Erfolge waren. Diese Einsicht teilte er mit einer mutmaßlichen Mehrheit der Bevölkerung.[37]

#### Zentralstelle für Auslandsdienst
Schon in den ersten Kriegsmonaten schlug die Stimmung der Bevölkerung vieler neutraler Staaten gegen Deutschland um. Deshalb traten Offiziere des Reichsmarineamtes an Erzberger mit dem Vorschlag heran, ein zentrales Büro zur Lenkung der Propaganda im neutralen Ausland aufzubauen. Obwohl er selbst kaum über Erfahrungen auf diesem Gebiet verfügte, errichtete er in kürzester Zeit ein Nachrichtenbüro, das bald in die Regie des Auswärtigen Amtes überging. Damit trat Erzberger erstmals in den Dienst der Exekutive. Dieses Büro in Berlin, Budapester Straße 14, bildete den Kern der im Oktober 1914 ins Leben gerufenen „Zentralstelle für Auslandsdienst“. Die Fäden hielt Erzberger selbst in der Hand. Das Auswärtige Amt stellte an die Spitze des Büros den ehemaligen Botschafter Deutschlands in Japan Freiherr Alfons Mumm von Schwarzenstein (1859–1924). Erzberger entfaltete zahlreiche Initiativen, um schnell die erwartete Leistungsfähigkeit des Auslandsnachrichtendienstes zu erreichen. So gab er für ausländische Zeitungen einen mehrsprachigen Depeschendienst heraus, ließ über verschiedene ausländische Verlage Broschüren, Bücher und Artikel über die deutsche Kultur und den „Friedenswillen“ drucken und verbreiten, rief mehrere fremdsprachige Zeitungen ins Leben, die auf bestimmte Bevölkerungsgruppen ausgerichtet waren, und regte die regelmäßige Herausgabe einer monatlich in sieben Sprachen erscheinenden „Kriegschronik“ an. Durch dieses neue Amt hatte Matthias Erzberger nunmehr Zutritt zu internen Beratungen im Auswärtigen Amt, im Kriegsministerium und im Reichsmarineamt, erhielt Zugang zu geheimen Dokumenten und Berichten, die seinen Wissensstand und seine eigene Haltung zum Krieg und Militär prägten. Erzberger kam, so der DDR-Historiker Wolfgang Ruge, dabei auch „mit zahlreichen zweifelhaften Gestalten des Auslandes in Berührung“. Nachrichtenverbreitung und Nachrichtenbeschaffung im Ausland waren kaum zu trennen von der nachrichtendienstlichen Informationsarbeit.
Die Arbeit der Zentralstelle für Auslandsdienst trug in der zweiten Hälfte des Jahres 1916 Früchte. So gelang es Erzberger trotz schärfster Grenzkontrollen, in Stockholm eine Zweigstelle zu gründen, die Kontakte nach Russland unterhielt. Diese „Stockholmer Zweigstelle“ lieferte ab Mitte 1916 regelmäßig, zumeist in sieben bis 14 Tagen Abstand, wichtige Informationen. Diese kamen aus dem russisch-kaiserlichen Hauptquartier, aus dem Ministerium für Äußeres in St. Petersburg und aus dem Ministerium des Innern in St. Petersburg. Sein persönlicher Mitarbeiter war in jenen Jahren der in der Politischen Abteilung des Auswärtigen Amtes tätige Heinrich Hemmer (1886–1942). Weitere Büros bestanden in der Schweiz (Bern), in Holland (Rotterdam) und Dänemark (Kopenhagen, geleitet von Leo Winz).
Ein wichtiges Unternehmen zur Beeinflussung der katholischen öffentlichen Meinung war Ende 1914 eine Geldsammlung zugunsten des Vatikans, der in ernsthafte Geldschwierigkeiten geraten war. Ein privater Fonds wurde mit Mitteln aufgestockt, die Erzberger vom Auswärtigen Amt für seine Propagandatätigkeit im Ausland zur Verfügung gestellt worden waren. Papst Benedikt XV. schenkte ihm zum Dank u. a. seinen Kardinalshut und einen wertvollen Ring, den Erzberger noch bei seiner Ermordung trug. Während seiner drei Missionen in Rom (siehe unten) stand Erzberger in enger Verbindung mit dem Papst.

Erzberger erhielt bei seiner Tätigkeit jedoch nie eine klar umrissene Position mit ausdrücklichen Vollmachten, sondern wurde häufig von den Militärs behindert. Zudem hatte sich schon in den ersten Kriegswochen wegen des Einmarschs und der Ausschreitungen in Belgien (Rape of Belgium) eine weitgehend einheitliche negative Meinung in der Welt gegen Deutschland gebildet. Erzbergers Biograph Klaus Epstein resümiert: 

„Für einen nationalistischen, militaristischen, halb-autokratischen Staat, dessen Kriegsanstrengungen die Freiheit und das Gleichgewicht in Europa bedrohten, als Propagandist zu arbeiten, hieß eine Aufgabe übernehmen, bei der keine großen Erfolge zu erwarten waren. Unter diesen sehr schwierigen Verhältnissen tat Erzberger sein Bestes.“

#### Diplomatische Initiativen 1915/16
Erzberger nutzte seine über die katholische Kirche entstandenen Kontakte zu Österreich-Ungarn, Italien und dem Papst zu mehreren diplomatischen Initiativen, die er zum großen Teil an der Reichsregierung vorbei unternahm und die die deutsche Position im Kriege verbessern sollten. Von Februar bis Mai 1915 unternahm er drei Reisen nach Italien, um gemeinsam mit den Sonderbotschaftern Bernhard von Bülow und Karl Macchio einen Kriegseintritt Italiens auf Seiten der Entente zu verhindern. Erzberger sah, dass nur ein Entgegenkommen Österreich-Ungarns gegenüber den Forderungen Italiens einen Krieg vermeiden konnte. Diese Auffassung teilte Papst Benedikt XV., der Erzberger am 23. Februar 1915 zu einer langen Privataudienz empfing. Zentrales Thema des Gesprächs war, wie Italiens Eintritt in den Krieg zu verhindern sei. Erzberger drängte den Papst, sich in Wien für friedenssichernde Konzessionen einzusetzen.
Nach seiner ersten Italienreise vermittelte der vom Bericht beeindruckte Reichskanzler Theobald von Bethmann Hollweg für den 1. März 1915 eine persönliche Audienz bei Wilhelm II. Es gelang Erzberger, den Kaiser von der Notwendigkeit zu überzeugen, auf den österreichischen Kaiser Franz Josef einzuwirken. Erzbergers allgemeine Beurteilung des Kaisers lautete, dass dieser oft Fakten ausweiche und „man es mit einem äußerst beweglichen Geist zu tun hatte, der nur mit vieler Mühe jeweils bei der zur Entscheidung anstehenden Frage gehalten werden konnte, der nahezu immer selbst das Wort führte und nicht erzogen und nicht gewohnt war, sich eine gegenteilige, auch noch so gut begründete Ansicht anzuhören oder auch nur zu erwägen“. Immerhin hatte Erzberger von Wilhelm II. den Eindruck, dass „es nicht allzu schwer sei, den Kaiser, wenn man selbst eine klare, feste Absicht habe, für diese zu gewinnen“.
Am 3. April 1915 gewährte ihm der Papst bei seiner zweiten Romreise eine weitere Audienz, am 6. April traf sich Erzberger mit Außenminister Sidney Sonnino und unterrichtete diesen von der Bereitschaft Deutschlands, die Einhaltung eines etwaigen Abkommens mit Österreich-Ungarn zu garantieren. Er musste dabei zur Kenntnis nehmen, dass Sonnino das österreichisch-ungarische Angebot vom 9. März 1915 als unzureichend empfand und von der Verhandlungsführung des Außenministers der Doppelmonarchie, Stephan Burián, verärgert war.
Bei der dritten Italienreise im Mai 1915 geriet er in Gefahr, weil die italienische Regierung bereits den Londoner Vertrag mit der Entente geschlossen hatte, ohne dies allerdings in Gesprächen mit Erzberger, Bülow und Macchio zuzugeben. Erzberger traf wiederum Sonnino und Premierminister Antonio Salandra. Da Bülow und er inzwischen den richtigen Eindruck hatten, dass sich die italienische Regierung zum Krieg entschlossen habe, versuchten sie nun mit teilweise zweifelhaften Methoden, auf deren Sturz hinzuarbeiten. Unter anderem übergab man der neutralistischen Opposition ein besonders weitreichendes Angebot. Die Stimmung in Rom war auf den Siedepunkt gestiegen, die Kriegsbefürworter hatten zwar keine Mehrheit im Parlament und das Kabinett war uneins, aber die kriegstreibende Agitation beherrschte die Straße, so dass Erzberger und die von ihm auch mit Finanzmitteln unterstützten italienischen Neutralisten um ihre Sicherheit fürchteten. Am 13. Mai wurde er von einer Volksmenge mit dem Slogan „A basso Erzberger!“ (Nieder mit Erzberger) und einem Steinhagel empfangen. Am 17. Mai erfuhr Erzberger von Italiens Zusage, bis zum 26. Mai 1915 in den Krieg einzutreten, und verließ daraufhin Rom. Erzberger beteiligte sich in der Folge an den bitteren gegenseitigen Vorwürfen, die sich Berlin und Wien in Bezug auf Italiens Kriegseintritt machten, u. a. verfasste er am 9. Juni 1915 ein Memorandum, das sich gegen die These des unvermeidbaren Krieges wandte.
Im Juni 1915 schickte der Reichskanzler Erzberger nach Wien und Budapest, um die habsburgische Regierung zu Konzessionen an die unterdrückten Rumänen in Ungarn zu bewegen und damit den Kriegseintritt Rumäniens auf Seiten der Entente zu verhindern. Ministerpräsident István Tisza war jedoch zu keinerlei Konzessionen bereit und fertige Erzberger betont schroff ab. Tiszas Auffassung, dass die Rumänen auch dann nicht in den Krieg eintreten würden, wenn sie keinerlei Konzessionen erhielten, erwies sich nur deswegen als richtig, weil die Rumänen zunächst durch die deutschen Siege gegen die Russen, namentlich den Durchbruch in der Schlacht bei Gorlice-Tarnów, vorsichtig wurden. Im Februar 1916 besuchte Erzberger auf dem Rückweg von der Türkei (s. u.) Bukarest, um die Lage vor Ort zu beurteilen und Einfluss gegen einen Kriegseintritt auf der Seite der Entente zu nehmen. Der liberale Ministerpräsident Brătianu hatte zunächst die Neutralität Rumäniens im Ersten Weltkrieg durchgesetzt, denn das Defensivbündnis mit dem Dreibund verpflichtete Rumänien nicht zum Eingreifen; bis zum August 1916 sollte es ihm gelingen, den Kriegseintritt auf der Seite der Alliierten durchzusetzen. Erzberger machte in einem Gespräch mit dem deutschfreundlichen, aber wenig einflussreichen rumänischen König Ferdinand I. undiplomatische Vorschläge, wie die Regierung zu stürzen sei. Dem Oppositionsführer und früheren Ministerpräsidenten Marghiloman spielte er nach eigenen Angaben eine „Mätresse“ und viel Geld zu, um ihn bei seiner Agitation gegen einen Kriegseintritt zu halten und zu unterstützen.
Neben Karl Liebknecht (bis 1916 Reichstagsabgeordneter der SPD) war Erzberger der einzige bekannte deutsche Politiker, der sich darum bemüht hat, den Völkermord an den Armeniern, die Verfolgung der Griechen und den Völkermord an den Aramäern im Osmanischen Reich zu stoppen. Er reiste unter anderem aus diesem Grund im Februar 1916 nach Konstantinopel zu Verhandlungen mit den mit Deutschland verbündeten jungtürkischen Machthabern, traf am 10. Februar 1916 Enver Pascha und Talât Pascha und fertigte auf deren Wunsch eine Denkschrift über die Maßnahmen zu Gunsten der Christen in der Türkei an. Sie bezog sich ausdrücklich nur auf die katholischen Armenier und wurde von der osmanischen Regierung nie beantwortet oder berücksichtigt. Ein weiteres Anliegen Erzbergers war die Freigabe des Vermögens der beschlagnahmten französischen Missionsanstalten und von sonstigem katholischen Eigentum. Er konnte jedoch lediglich erreichen, dass deutsche und österreichische Katholiken für die Arbeit in den Schulen und Krankenhäusern zugelassen wurden. Erzberger versuchte zudem, den Jungtürken den Erwerb des Coenaculum in Jerusalem durch deutsche Katholiken schmackhaft zu machen. Das Anliegen hatte seinerzeit christliche Kreise seit Jahrzehnten beschäftigt, Erzberger investierte erfolglos viel Energie auf diese Frage, die nicht nur von den Türken abgelehnt, sondern auch vom Vatikan mehr als skeptisch gesehen wurde. Das allgemeine Scheitern seiner Mission in der Türkei erfüllte Erzberger mit Entrüstung und Enttäuschung.
Das diplomatische Projekt, das Erzberger während des Krieges persönlich am meisten am Herzen lag, war die Wiederherstellung der weltlichen Macht des Papstes. Die Stellung des Papstes nach 1870 als „Gefangener im Vatikan“ sahen die Katholiken jener Zeit als gravierendes Problem, das für jene aus Österreich und Deutschland seit dem Kriegseintritt Italiens untragbar schien. Im Winter 1916/17 übernahm Erzberger die Führung bei der Gründung der Internationalen Katholischen Union mit Sitz in der Schweiz, deren Hauptzweck es war, in dieser Richtung eine befriedigende Lösung zu finden und der Katholiken aus beiden Kriegslagern sowie aus neutralen Ländern angehörte. Eine seiner vielen weiteren Initiativen in diese Richtung war sein „Liechtenstein-Plan“, mit dem Erzberger 1916 an den Papst, das österreichische Kaiserhaus und den Fürsten von Liechtenstein herantrat. Dieser Plan sah vor, den seit 1870 bestehenden Konflikt zwischen Italien und dem Heiligen Stuhl dadurch zu lösen, dass der Papst statt dem Vatikan das neutrale Fürstentum Liechtenstein als Kirchenstaat zugesprochen bekäme. Dem Projekt widersetzten sich bald alle denkbaren Beteiligten.
Bei den genannten und weiteren Projekten konnte Erzberger bis 1917 kaum diplomatische Erfolge auf dem Gebiet der Außenpolitik vorweisen. Seine Tätigkeit hinterließ den Eindruck von großen Anstrengungen bei nur geringen Ergebnissen, wenn man von der Festigung seiner persönlichen Position absieht. Seine Tätigkeit vermittelte ihm im Gegensatz zu den meisten anderen Reichstagsabgeordneten eine umfassende Kenntnis der allgemeinen Kriegslage, was sich im Jahre 1917 als bedeutender Faktor für seinen Aufstieg zu einem Meinungsführer im Parlament erweisen sollte.

#### Widerstand gegen den U-Boot-Krieg
Der U-Boot-Krieg war die umstrittenste innenpolitische Kontroverse im kriegsführenden Deutschland. Konservative Kreise und die Seekriegsleitung setzten auf spektakuläre Versenkungen britischer Schiffe durch deutsche U-Boote. Wie die Versenkung der Lusitania zeigte, beschwor das die Gefahr eines Kriegseintritts der USA herauf, dessen Bedeutung viele unterschätzten. Erzberger selbst hatte die Einführung des U-Boot-Krieges im Winter 1914/15 befürwortet, änderte seine Meinung jedoch nach der Versenkung der Lusitania. Als im Winter 1915/16 die Frage des uneingeschränkten U-Boot-Krieges wiederum diskutiert wurde, wandte sich Erzberger gegen diese Form der Kriegsführung, weniger aus humanitären und völkerrechtlichen Motiven, sondern weil es ihm aufgrund seiner guten Informationen als unwahrscheinlich erschien, dass diese Waffe entscheidende Ergebnisse herbeiführen könnte. Anfang 1916 traf sich Erzberger mit Mitarbeitern des Reichsmarineamts, um sich die Zahlen der U-Boot-Waffe zeigen zu lassen und die Meinung der Fachleute zu hören. Er rechnete aus, dass Deutschland nicht genügend U-Boote besaß, um so viel alliierte Schiffstonnage versenken zu können, dass das den Krieg entscheiden könne. Mit 10 U-Booten und je acht Torpedos könnten höchstens 80 Schiffe pro Woche versenkt werden. Über einen Zeitraum von einem halben Jahr wären das etwa ein Achtel der gegnerischen Tonnage. Ihm wurde klar, dass Großbritannien bei einem so geringen Verlust nicht um Frieden bitten werde, wie er in seinen Aufzeichnungen über die Gespräche festhielt. Im März 1916 machte er Vorschläge für eine seines Erachtens sinnvollere Ausrichtung der U-Boote, die von der Marine jedoch abgelehnt wurden. Nicht zuletzt aufgrund seiner Einschätzung der U-Boot-Waffe wandte sich Erzberger zunehmend der Idee eines Verständigungsfriedens auf dem Status quo ante zu. In erster Linie war es zwar das Verdienst Reichskanzlers Bethmann Hollweg, dass der unbeschränkte U-Boot-Krieg im März 1916 noch nicht eröffnet wurde und dessen zentraler Befürworter, den Staatssekretär des Reichsmarineamts Alfred von Tirpitz, zurücktreten musste, Erzberger und das Zentrum unterstützten den Reichskanzler jedoch während der gesamten Krise.
Erzberger trug im Folgenden dazu bei, den Chef der zweiten Obersten Heeresleitung (OHL), Erich von Falkenhayn, zu stürzen und an dessen Stelle das Duo Paul von Hindenburg und Erich Ludendorff  zu installieren, was indirekt doch zum Beginn des unbeschränkten U-Boot-Kriegs führen sollte. Die OHL sollte zudem im letzten Drittel des Krieges zum Hauptgegner der innen- und außenpolitischen Vorstellungen Erzbergers werden. Im Oktober 1916 brachten die Rechtsparteien die Frage des U-Boot-Kriegs wieder auf die Tagesordnung, und dieses Mal gelang es Erzberger nicht, das Zentrum bei der Stange zu halten. Das Zentrum brachte mit Billigung von Erzberger eine Kompromissresolution ein, die die Entscheidung dem Kanzler und der OHL überließ. Als Ludendorff im Januar 1917 die Aufnahme des U-Boot-Kriegs forderte, stimmte der Reichskanzler wider besseres Wissen zu, weil er wusste, dass der Reichstag nun der OHL folgen würde. Alle Bemühungen Erzbergers, anhand von Berechnungen und realistischen Einschätzungen der USA den U-Boot-Krieg zu verhindern, hinauszuschieben oder zu mildern, waren zum Scheitern verurteilt. Seine nahezu prophetischen Einschätzungen führten jedoch in der Folge dazu, dass seine Fähigkeiten und sein Urteil zunehmend auch bei den Sozialdemokraten und der Fortschrittspartei anerkannt wurden, wodurch es ihm gelang, zu einem Meinungsführer der Reichstagsmehrheit zu werden.

#### Forderung nach einer Judenzählung in den Kriegsgesellschaften
Im Oktober 1916 stellte Erzberger in einer für den 19. Oktober angesetzten Sitzung des Haushaltsausschusses für Ernährungsfragen kurzfristig den Antrag, der Reichskanzler solle alsbald „eine eingehende Übersicht über das gesamte Personal aller Kriegsgesellschaften […] getrennt nach Geschlecht, militärpflichtigem Alter, Bezügen, Konfession“ aufstellen und veröffentlichen lassen. Auf den Einwand Friedrich Eberts, darin liege eine gewisse Tendenz, die vermieden werden müsse, entgegnete Erzberger, dass er und seine Freunde gerade darauf Wert legten, weil im Lande behauptet werde, in den Kriegsgesellschaften würden Juden überwiegen. „[D]a gesagt worden sei, Jude und Sozialdemokraten beherrschten das deutsche Reich, müsse die Frage nach der Konfession gestellt werden.“ Die Regierung verzichtete indes „aus grundsätzlichen Erwägungen“ auf eine Erhebung der Konfessionszugehörigkeit. Der Staatssekretär des Innern, Karl Helfferich, teilte aber im März 1917 im Reichstag mit, eine Bevorzugung von Juden bei Kriegsgesellschaften finde nicht statt.
Der Historiker Egmont Zechlin attestiert Erzberger, „einen Zentralpunkt der antisemitischen Hetze als parlamentarische Waffe gegen die Sozialdemokratie“ eingesetzt zu haben. Was Erzberger bezweckte, sei nicht eindeutig zu erkennen, zumal die Regierung eindringlich vor den Schäden warnte, die Erzbergers Antrag verursachen könnte. Tatsächlich verließ etwa Carl Melchior die Zentral-Einkaufsgesellschaft. Auch sei es wohl kein Zufall gewesen, dass der stets gut informierte Erzberger seinen Antrag stellte, kurz nachdem das Kriegsministerium per Verfügung vom 11. Oktober 1916 eine „Judenstatistik“ für das Heer angeordnet hatte. Christopher Dowe vermutet, Erzberger habe von den Anweisungen des preußischen Kriegsministers erfahren und die Realisierung dieser in Teilen der Bevölkerung populären Forderung für das Zentrum reklamieren wollen. Er habe auch den Vorwurf widerlegen wollen, dass die Katholiken national nicht zuverlässig seien. Konfessioneller Egoismus und vermutlich auch Populismus hätten bei Erzberger kurzfristig die Oberhand gewonnen. Während des Krieges sei der Antisemitismus aber sonst kein Thema für ihn gewesen. Antisemitische Vorstellungen in der politischen Auseinandersetzung zu nutzen, war Erzberger gleichwohl nicht fremd. Die Sozialdemokratie hatte er 1900 im „Handbuch“ des Zemtrums als „verjudet“ bezeichnet. Für den Antisemitismus machte er die Juden selbst verantwortlich. Im Reichstag hingegen verhielt er sich vorsichtiger. Olaf Blaschke merkt an, dass bei Erzberger wie bei vielen anderen Zentrumsabgeordneten die Hemmung, sich judenfeindlich zu äußern, sank, je weiter sie sich vom Reichstag entfernten und den frommen Gläubigen näherten.

#### Verhandlungen mit Russland, Beteiligung an Lenins Rückkehr, Verhandlungen in Wien
Der Zusammenbruch der zaristischen Autokratie erweckte in Deutschland große Hoffnungen. Mit der Zustimmung des Reichskanzlers und mit Unterstützung seines Stockholmer Büros traf sich Erzberger Ende März 1917 mit dem russischen Staatsrat Joseph von Kolyschko und trat in Verhandlungen über einen Separatfrieden mit Russland ein. Der Reichskanzler orientierte sich in seiner Reichstagsrede vom 29. März an den Vorschlägen Erzbergers, der nach einer als Friedensangebot verstandenen Erklärung der provisorischen Russischen Regierung vom 9. April 1917 zentraler Gesprächspartner zum weiteren Vorgehen wurde. Vor seiner zweiten Reise nach Stockholm trat Alexander Parvus im Auftrag von Robert Grimm und Fritz Platten an Erzberger mit dem Wunsch heran, einigen russischen Revolutionären – darunter Wladimir Iljitsch Lenin – die Rückkehr nach Russland zu ermöglichen. Erzberger begrüßte dies und drängte das Auswärtige Amt, diesen Wunsch zu erfüllen. Zusammen mit Adolf Georg von Maltzan sprach er beim Reichskanzler vor, woraufhin Gisbert von Romberg, Gesandter in Bern, angewiesen wurde, eine entsprechende, folgenreiche Vereinbarung mit Lenin zu unterzeichnen. In der Folge der zweiten Unterredung mit Kolyschko am 19. April 1917 in Stockholm wurde ein detailliertes Waffenstillstandsabkommen ausgearbeitet. Im Auswärtigen Amt wurde der Entwurf zunächst begeistert aufgenommen, auch der Reichskanzler zeigte sich prinzipiell einverstanden. Ende April 1917 fuhr Erzberger nach Wien, um der österreichischen Kriegsmüdigkeit entgegenzuwirken, und sprach am 23. April in dieser Angelegenheit bei Kaiser Karl vor. Als er am 24. April nach Berlin zurückkehrte, musste er feststellen, dass in seiner Abwesenheit der Entwurf des Waffenstillstandsabkommens erregte Kontroversen ausgelöst hatte. Kaiser Wilhelm und General Ludendorff fühlten sich hintergangen, da der Reichskanzler sie nicht über Erzbergers Mission in Kenntnis gesetzt hatte. Ludendorff schickte sofort den Industriellen Hugo Stinnes, der seine extrem annexionistischen Ansichten teilte, nach Stockholm, um auf Kolyschko einzuwirken, von weiteren Verhandlungen mit Erzberger Abstand zu nehmen, was ihm dann auch gelang. Erzberger war entrüstet, dass die OHL alles zu sabotieren versuchte, was zu einem vernünftigen Frieden führen könnte. Seine Bemühungen waren letztendlich durch den Aufstieg Ludendorffs und die Schwäche Bethmann Hollwegs zum Scheitern verurteilt.

#### Friedensresolution Juli 1917
Nachdem Erzberger noch Anfang 1916 für einen „Siegfrieden“ eingetreten war, setzte er sich ab Ende des Jahres für einen „Verständigungsfrieden“ ein. Das war für ihn eine politische Neuorientierung. Die Ereignisse der russischen Februarrevolution veränderten zusätzlich sein Stimmungs- und Meinungsbild. Als im April 1917 die USA in den Krieg eintraten, wurde ihm klar, dass seine eigenen Kriegsziele von 1914 völlig unrealistisch gewesen oder geworden waren. Ein weiterer Faktor war ein geheimer Bericht des österreichisch-ungarischen Außenministers Ottokar Graf Czernin vom 12. April 1917, den Kaiser Karl I. Erzberger überlassen hatte. Graf Czernin hatte darin den Zusammenbruch Österreich-Ungarns oder eine Revolution für den Fall vorausgesagt, dass der Krieg über einen weiteren Winter hinweg anhalten sollte.
Schon zuvor, im März 1917, wurden im Reichstag Verfassungsänderungen erörtert, die auf einen stärkeren Einfluss des Parlaments hinzielten; der dabei diskutierte Gedanke, die Armee der Regierung zu unterstellen, erregte den Zorn des Kaisers und der Militärs. Auf der anderen Seite wurde es für die Mehrheitssozialisten immer schwieriger, ihre Unterstützung des Kriegs vor ihren traditionellen Anhängern zu rechtfertigen. Somit war ihre Zustimmung zur neuerlichen Bewilligung der Kriegskredite gefährdet. Erzbergers Plan zu einer Friedensresolution hatte vor allem das Ziel, den politischen Bedürfnissen der Sozialdemokraten entgegenzukommen und Friedrich Eberts Position gegenüber Hugo Haase von der USPD zu stützen. Die Friedensresolution sollte zwar kaum außenpolitische, aber große innenpolitische Folgen haben.
In einer vertraulichen Sitzung des Hauptausschusses des Reichstags am 3. Juli äußerte Erzberger zum ersten Mal seine Sorgen über die schlechten militärischen Aussichten. Eine durchschlagende Offensive an der Westfront sei nicht zu erwarten. Ein Zusammenbruch Großbritanniens durch den U-Boot-Krieg zeichne sich nicht ab und Deutschland stehe ein neuer Hungerwinter bevor. Der Frieden könne er in einer solchen Lage nicht mehr mit dem Schwert diktiert werden, sondern müsse auf anderem Wege erreicht werden. Am 6. Juli hielt er vor dem Hauptausschuss, diesmal in öffentlicher Sitzung, eine Rede über die militärische Lage, die viel Aufsehen erregte. Der linksliberale Journalist Theodor Wolff sprach von einer „Sensation in allen politischen Kreisen“. Dabei lieferte sich Erzberger einen offenen Schlagabtausch mit Vizekanzler Karl Helfferich und stellte die Glaubwürdigkeit der von diesem präsentierten Zahlen in Frage. Erzberger rechnete vor, dass Deutschland nicht genug U-Boote besitze, um damit den Krieg gegen Großbritannien entscheiden zu können. Die Berechnungen der Regierung über die Wirkung des U-Boot-Krieges seien nicht aufgegangen. „Die Maschine der Gegner wird stärker, und bei uns macht sich immer mehr der Rohstoffmangel bemerkbar.“ Wer sich so geirrt habe, könne nicht mehr darauf hoffen, dass das Parlament weiter den Krieg unterstütze. Er appellierte an die Mehrheit des Reichstags, sich hinter die Idee eines Friedens durch Ausgleich statt durch Gewalt zu stellen. Deutschland müsse vom aggressiven Ziel der Besetzung anderer Länder abrücken und zurückkehren zum Gedanken vom August 1914, als man sich nur habe verteidigen wollen. Er warf die Frage auf, ob das Parlament die Regierung beauftragen könne, Frieden auf dieser Grundlage auf diplomatischen Wege zu erreichen. Helfferich versuchte, mit eigenen Zahlen die Zweifel, die Erzberger an der U-Boot-Waffe gesät hatte, zu widerlegen, doch weitgehend vergeblich. Er appellierte ans Parlament, jetzt durchzuhalten; im Sommer 1917 sei noch der Sieg möglich, wenn man jetzt nur durchhielte und nicht die Nerven verlor. Ein Friede zu diesem Zeitpunkt bedeute Kapitulation und Unterwerfung. Erzberger entgegnete, gerade jetzt aus einer Position relativer Stärke heraus müsse Frieden geschlossen werden. Durchhalten könne man nur mit der Überzeugung, dass in Zukunft ein besserer Friede zu bekommen sei. Da aber Deutschlands Stärke nicht zu- sondern abnehme, sei das nicht zu erwarten. Der Zeitpunkt für Verhandlungen dürfe nicht weiter hinausgeschoben werden.
Für die Regierung kam der Angriff überraschend und trug zur Ablösung Bethmann Hollwegs bei, die Erzberger billigend in Kauf nahm, da er den Kanzler inzwischen als ungeeignet zur Herbeiführung eines Friedens sah. Noch am selben Tag vereinbarten führende Abgeordnete von MSPD, Zentrum und liberaler Fortschrittspartei den Interfraktionellen Ausschuss als Koordinationsgremium, was als Auftakt der Parlamentarisierung Deutschlands gilt und dementsprechend zeitgenössisch von Konservativen als „Beginn der Revolution“ interpretiert wurde. Aufgrund der von Erzbergers Rede angestoßenen, von Reichskanzler Bethmann Hollweg nun unterstützten Entwicklung sprachen Hindenburg und Ludendorff als Chefs der dritten OHL am 7. Juli beim Kaiser vor und forderten die Ablösung des Reichskanzlers, was der Kaiser zunächst ablehnte, vor allem da er (wie andere auch) abgesehen vom für ihn aus persönlichen Gründen unakzeptablen Bernhard von Bülow keinen geeigneten Nachfolger sah, wie Rudolf von Valentini, Chef des Zivilkabinetts, Erzberger am 11. Juli darlegte. Bethmann Hollweg erreichte bei Kronrat und Kaiser am 9./10. Juli die Zusage, dass in Preußen nach dem Krieg anstatt des Dreiklassenwahlrechts das gleiche Wahlrecht eingeführt werde, was am 12. Juli der Öffentlichkeit bekannt wurde. Der nationalliberale Abgeordnete Gustav Stresemann forderte aus anderen Gründen im Reichstag ebenfalls die Entlassung Bethmann Hollwegs, entsprechend versuchte der Kronprinz Einfluss zu nehmen. Als sich Erzberger im Gespräch mit dem Kronprinzen entschieden gegen den Kanzler äußerte, wurde dies unmittelbar an Ludendorff weitergegeben und bestärkte diesen in dem Beschluss, Bethmanns Entlassung durch ein Ultimatum zu erzwingen. Hindenburg und Ludendorff drohten mit ihrem Rücktritt, sollte der Kanzler nicht abberufen werden, was den Kaiser zurückweichen ließ. Am Morgen des 13. Juli reichte Bethmann Hollweg sein Rücktrittsgesuch ein, als Nachfolger wurde der weitgehend unbekannte Georg Michaelis bestellt.
Am 19. Juli 1917 stimmte die Mehrheit des Reichstags einer von Erzberger eingereichten, sehr allgemein gehaltenen Friedensresolution zu, die von Michaelis zudem noch geschickt weiter entschärft wurde und deswegen außenpolitisch entsprechend folgenlos blieb. Der Hauptzweck, die Sozialdemokraten zu einer weiteren Unterstützung der Kriegsanstrengungen zu bewegen, wurde erfüllt. Gleichzeitig begann eine „wilde Hetze“ der Annexionisten, namentlich jener der in Gründung begriffenen Deutschen Vaterlandspartei, gegen Erzberger. Dass es Erzberger gelang, eine Mehrheit aus Zentrum, Fortschrittspartei und Sozialdemokraten zu schaffen, gilt als eine seiner größten Leistungen, denn dies bedeutete eine grundsätzliche Umwälzung der deutschen Innenpolitik und ein konstruktiver Versuch, die Strukturfehler des Bismarckschen Systems zu beseitigen. Die neue Mehrheitskoalition stellte eine Macht dar, mit der die Regierung zu rechnen hatte und deren Gewicht bei der nächsten Kanzlerkrise erheblich größer sein sollte. Das Parlament hatte sich in Fragen der Außenpolitik und der Kriegsführung eingeschaltet, die nach der Verfassung dem Kaiser, der Militärführung und der Regierung vorbehalten waren. Erzberger ging aus den Vorgängen um die Friedensresolution einerseits als Deutschlands mächtigster Abgeordneter hervor. Sein Versuch, den Krieg mit einem Verständigungsfrieden zu beenden, trug zu seiner großen Beliebtheit vor allem in den unterprivilegierten Volksschichten bei. Andererseits wurde er der bestgehasste Mann in großen Teilen der Oberschicht und in den deutschen Kreisen, die auf Annexionen nicht verzichten wollten und Forderungen nach einer Änderung der sozialen und politischen Struktur Deutschlands von sich wiesen.

#### Päpstliche Friedensnote, Eintreten für den Verständigungsfrieden und für einen Völkerbund
Schon vor der Annahme der Friedensresolution kam Nuntius Eugenio Pacelli, der spätere Papst Pius XII., nach Berlin, um für die Friedensnote Dès le début von Papst Benedikt XV. zu werben und ihren Inhalt abzusprechen. Am 25. Juli 1917 traf Pacelli mit Erzberger zusammen, der die Vorschläge im Prinzip billigte. Die päpstliche Note wurde der Weltöffentlichkeit Mitte August 1917 bekanntgegeben. Deutschland zögerte mit einer Antwort, der britische Außenminister Balfour erklärte, eine endgültige Antwort könne erst formuliert werden, wenn Deutschland seine Pläne in Bezug auf Belgien zu erkennen gebe. Bei der ersten Konferenz der Reichsleitung und einem aus Parlamentariern gebildeten Ausschuss drängten Erzberger und andere den neu ernannten Staatssekretär des Äußeren Richard von Kühlmann, einen Verzicht auf Belgien in die Antwortnote aufzunehmen, wogegen sich dieser erfolgreich wehrte. Die offizielle Antwortnote vom 19. September war sehr allgemein gehalten und wurde von der Kurie sowie vom Ausland als völlig unzureichend empfunden, vertrauliche Verhandlungen in der Folge verliefen aufgrund der Obstruktion von Kühlmann und Michaelis ebenso ergebnislos.
Wenngleich Erzberger intern in jener Zeit – eventuell aus taktischen Gründen – noch nicht vollständig von Annexionen abgerückt war, so setzte er sich doch energisch und öffentlich für einen Verständigungsfrieden ein. Unter anderem hielt er am 16. September 1917 in Biberach eine vielbeachtete Rede, deren Verbreitung in Druckform von den Militärbehörden unterbunden wurde:

„Wir wollen aber keinen Frieden der Gewalt und der Unterdrückung, weil ein solcher Frieden den Keim neuer Kriege in sich birgt. Wir wollen die bleibende Versöhnung der Völker und wir sind so optimistisch zu glauben, daß aus diesem Blutbad die Morgenröte einer gerechten Zeit hervorgeht.“

Er trat in dieser Rede auch Vorwürfen rechtsgerichteter Kreise entgegen, er habe den U-Boot-Krieg sabotiert, als die Erfolgsaussichten am größten waren. Erzberger wies mit konkreten Zahlen nach, dass dies nicht der Fall war, was aber wiederum das Reichsmarineamt veranlasste, ein Strafverfahren wegen Landesverrat gegen ihn einzuleiten, das Oberreichsanwalt Arthur Zweigert aber weise verhinderte. Es gelang der Marine, den Abdruck der Rede zu verbieten, die Behörden ließen unter anderem eine Ausgabe der Germania einstampfen, weil diese Auszüge aus der Rede Erzbergers gedruckt hatte.
Da sich inzwischen Michaelis als unfähig erwiesen hatte, trat der Interfraktionelle Ausschuss am 22. Oktober 1917 zusammen, um den Kaiser zu dessen Entlassung aufzufordern – ein weiterer Schritt auf dem Weg zum parlamentarischen Regierungssystem. Der Ausschuss konnte sich aber noch nicht dazu durchringen, auf die Ernennung eines parlamentarischen Kanzlers zu drängen, sondern überließ die Entscheidung entsprechend der noch gültigen Verfassung dem Kaiser, der den gebrechlichen 74-jährigen Georg von Hertling ernannte. Hertling bat Erzberger als ersten Abgeordneten zu einer Besprechung. Der konservative Hertling machte kein Hehl aus seiner Entrüstung, dass der Reichstag, entgegen der bisherigen verfassungsrechtlichen Praxis, die Auswahl seiner engsten Mitarbeiter kontrollieren wollte, wenngleich andererseits vor der Annahme des Kanzleramts – ebenso gegen bisherige Praxis – eine eingehende politische Aussprache mit den Parteien erfolgt war. Hertling ließ sich zudem widerwillig von Erzberger und dem Nationalliberalen Hartmann von Richthofen zwingen, den Linksliberalen Friedrich von Payer als Vizekanzler zu akzeptieren.
Im Sommer 1918 schrieb Erzberger sein Buch Der Völkerbund. Der Weg zum Weltfrieden, das im Herbst 1918 in Berlin erschien. Theodor Eschenburg zufolge war es „in Deutschland die erste seriöse Schrift über den Völkerbund“. In 14 Kapiteln entwickelte Erzberger dort seine Vision eines Völkerbundes, der künftig Kriege durch ein internationales Schiedsverfahren ersetzen solle, und legte im 15. Kapitel einen entsprechenden Vertragsentwurf vor. Alfons Siegel zufolge lassen sich die Lehren, die Erzberger aus dem gerade erlebten Weltkrieg zog, und sein Konzept einer Weltorganisation auch hundert Jahre später noch für den Diskurs um die Vereinten Nationen nutzen.

#### Parlamentarische Regierung und Waffenstillstand 1918

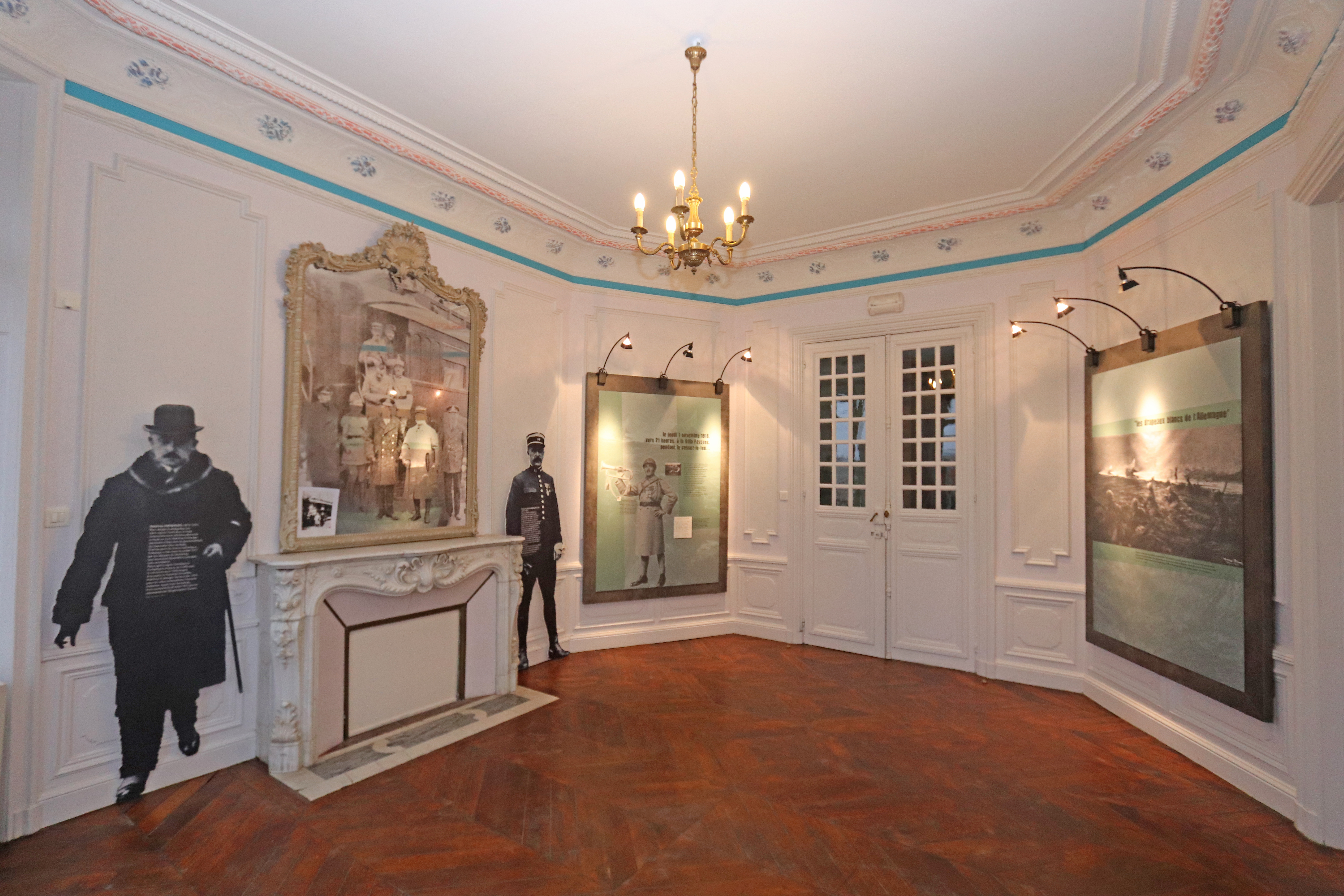
Gedenkstätte Villa Pasque in La Capelle, die Deutsche Waffenstillstandskommission traf hier am späten Abend des 7. November 1918 ein; ganz links eine Darstellung von Erzberger

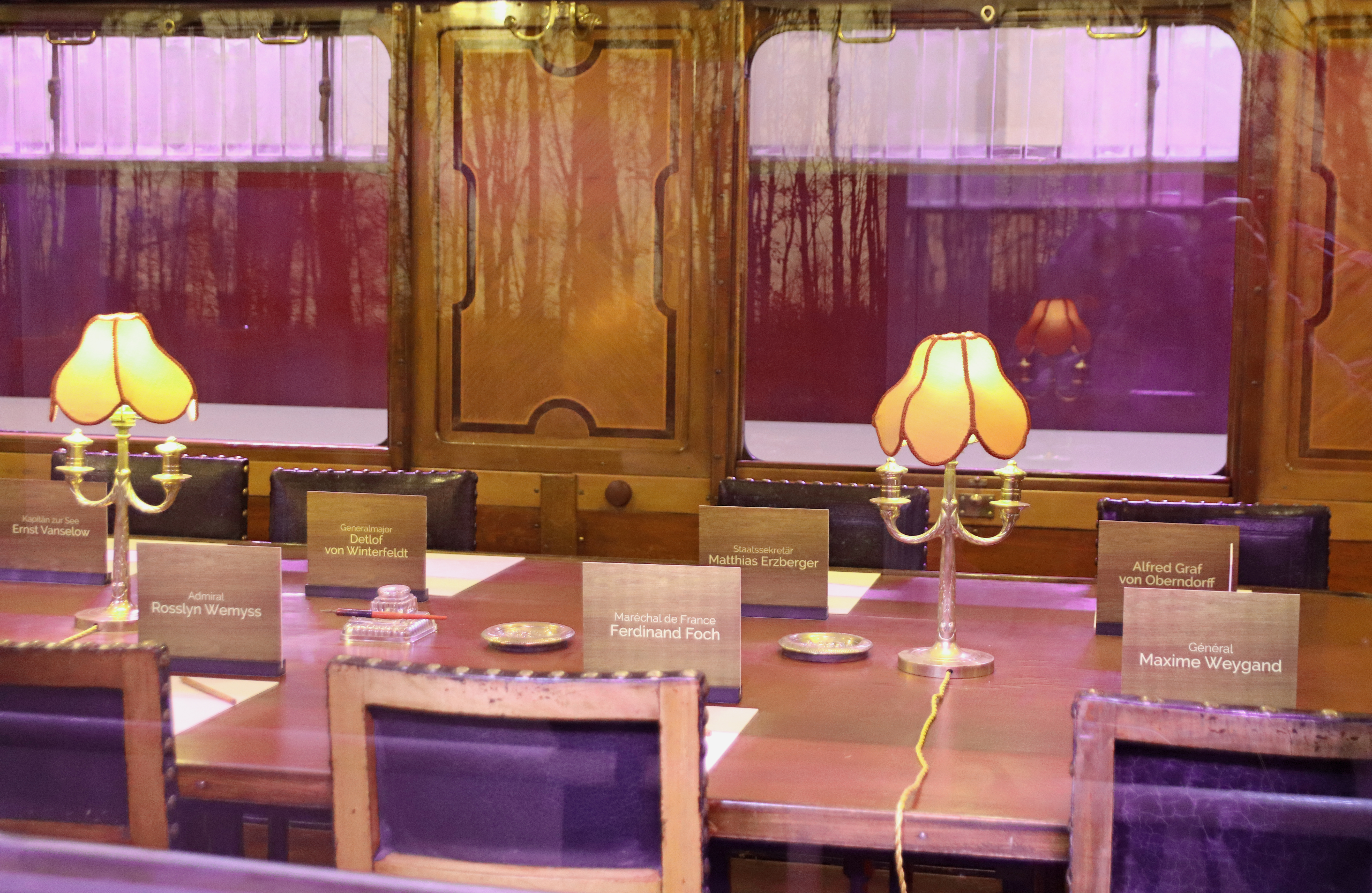
Arbeitsplatz von Erzberger im Wagen von Compiègne (Mémorial de L’Armistice) vom 8. bis zum 11. November 1918 sowie bei weiteren Verhandlungen bis Mitte April 1919, Erzberger saß dem alliierten Oberbefehlshaber Ferdinand Foch gegenüber

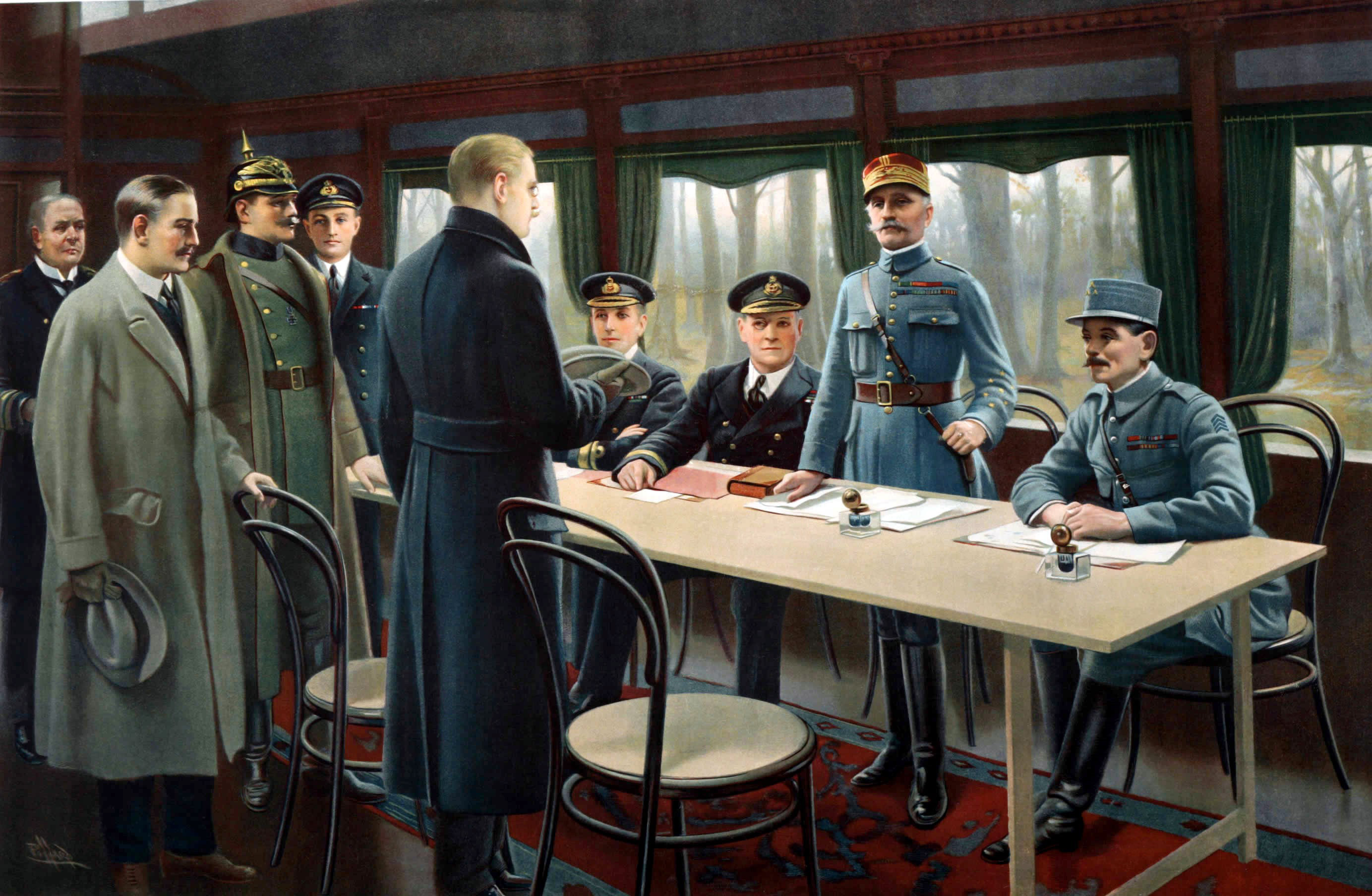
Verabschiedung der Kommission nach der Unterzeichnung des Waffenstillstands, links der Bildmitte stehend Erzberger

Am 4. Oktober 1918 wurde Erzberger im Kabinett Baden mit der Führung der Geschäfte eines Staatssekretärs ohne Portefeuille beauftragt, konnte aber zunächst wie die anderen neu berufenen Kabinettsmitglieder nicht formal dazu ernannt werden, da sie nach der noch gültigen Verfassung dann ihre Reichstagsmandate verloren hätten. Erst mit dem Inkrafttreten der Oktoberverfassung am 28. Oktober fiel diese Regelung weg, und die Ernennung konnte formal erfolgen.
Mitte Oktober 1918 starb Erzbergers einziger Sohn im Militärdienst an Spanischer Grippe.
Am 6. November 1918 entschied Reichskanzler Max von Baden unter dem Eindruck von Meldungen über die Verschärfung der militärischen Lage sowie des Kieler Matrosenaufstands und der Novemberrevolution, dass spätestens am 8. November „unter allen Umständen die Verhandlungen mit Marschall Foch aufgenommen werden; eine deutsche Delegation zum Abschluß der Waffenstillstandsverhandlungen müsse daher am heutigen Tag noch nach dem Westen abreisen“. Die folgenreiche, erstmals in der Kabinettssitzung vom 2. November formulierte Idee, der Waffenstillstandskommission überhaupt einen zivilen Staatssekretär (de facto: Minister) beizugeben, stammte von Erzberger selbst. Der ursprünglich hierfür vorgesehene Conrad Haußmann wurde jedoch zunächst zusammen mit Gustav Noske nach Kiel geschickt, um den Matrosenaufstand zu stoppen. Als Haußmann am 5. November zurückkehrte, befand er sich in einem Zustand völliger körperlicher und seelischer Erschöpfung, so dass er vom Kabinett als offensichtlich unfähig für die Aufgabe eingeschätzt wurde. Der Kanzler schlug Erzberger als Vertreter des Kriegskabinetts für die Verhandlungen vor, was dieser zunächst ablehnte, dann jedoch auf Drängen aller Staatssekretäre annahm. Erzberger erreichte morgens am 7. November das belgische Spa, im dortigen Hotel Britannique befand sich seit Februar 1918 der Sitz des Großen Hauptquartiers. Ursprünglich war General Erich von Gündell als Erster Bevollmächtigter der Waffenstillstandskommission vorgesehen. Erzberger und Paul von Hintze kamen mit Unterstützung des Auswärtigen Amtes und mit Genehmigung der Reichskanzlei kurzfristig überein, dass Erzberger die Leitung übernehme, wofür Erzberger noch in Berlin vorsorglich mit einer Blankovollmacht ausgestattet worden war.
Erzberger bestimmte die sonstigen Mitglieder der Waffenstillstandskommission, die mittags am 7. November mit fünf Autos Spa in Richtung Front verließ. Zuvor hatte Erzberger noch ein Gespräch mit Hindenburg, der ausführte, dass es wohl das erste Mal in der Weltgeschichte sei, dass nicht Militärs den Waffenstillstand beschließen, sondern Politiker; er sei aber ganz damit einverstanden, zumal die OHL keine politischen Richtlinien mehr auszugeben habe; die Armee brauche unter allen Umständen Ruhe. Hindenburg verabschiedete sich von Erzberger mit den Worten: „Reisen Sie mit Gott und suchen Sie das Beste für unser Vaterland.“ Die Mission wäre beinahe noch in Spa gescheitert, da Erzbergers Auto zunächst in einen schweren Verkehrsunfall verwickelt wurde. Die Waffenstillstandskommission überquerte die Front abends am 7. November 1918 an der heutigen Gedenkstätte Pierre d’Haudroy auf dem Gemeindegebiet von La Flamengrie. Auf dem Weg der Delegation befinden sich heute weitere Gedenkstätten in La Capelle (Villa Pasques), Homblières (Pfarrhaus) und Tergnier (nahe dem Bahnhof, Rue Pierre Semard), wo die Delegation in einen Sonderzug umstieg und dann frühmorgens am 8. November die Lichtung von Compiègne erreichte. In den viertägigen Verhandlungen konnten nur geringfügige Erleichterungen bei den harten Waffenstillstandsbedingungen erreicht werden. Paul von Hindenburg und mit ihm die gesamte OHL bestanden in jedem Fall auf einer Unterschrift. So unterzeichnete Erzberger am frühen Morgen des 11. November 1918 als Erster der vierköpfigen deutschen Delegation den Waffenstillstand von Compiègne, der die Kampfhandlungen des Ersten Weltkrieges am selben Tag um 11 Uhr französischer Zeit beendete.
Durch sein Agieren in den letzten beiden Kriegsjahren und nicht zuletzt durch seine Unterschriftsleistung in Compiègne machte sich Erzberger zahlreiche Gegner. Noch in den letzten Tagen des Jahres 1918 verbreitete sich die „Dolchstoßlegende“. Danach sei das „im Felde unbesiegbare Heer“ vom inneren Feind „hinterrücks erdolcht“ worden. In der Person von Matthias Erzberger fanden diese Kräfte recht schnell denjenigen, dem die „Schuld“ zugeschoben werden konnte. Durch sein Wirken bei den Waffenstillstandsverhandlungen bot er dafür eine größere Angriffsfläche. Denn eigentlich hätten diese Verträge von Mitgliedern der Obersten Heeresleitung unterzeichnet werden müssen, die für den Ablauf der Kriegshandlungen, zumindest in den Jahren ab 1916, verantwortlich waren.

### Zeit der Weimarer Republik

#### Waffenstillstandskommissar

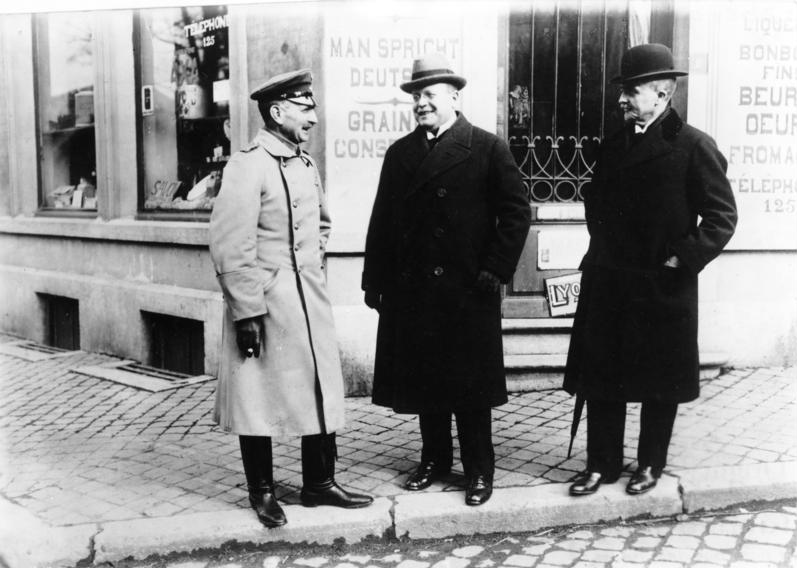
Erzberger (Mitte) als Mitglied der deutschen Waffenstillstandskommission mit General von Hammerstein und Unterstaatssekretär Langwerth von Simmern 1918 in Spa

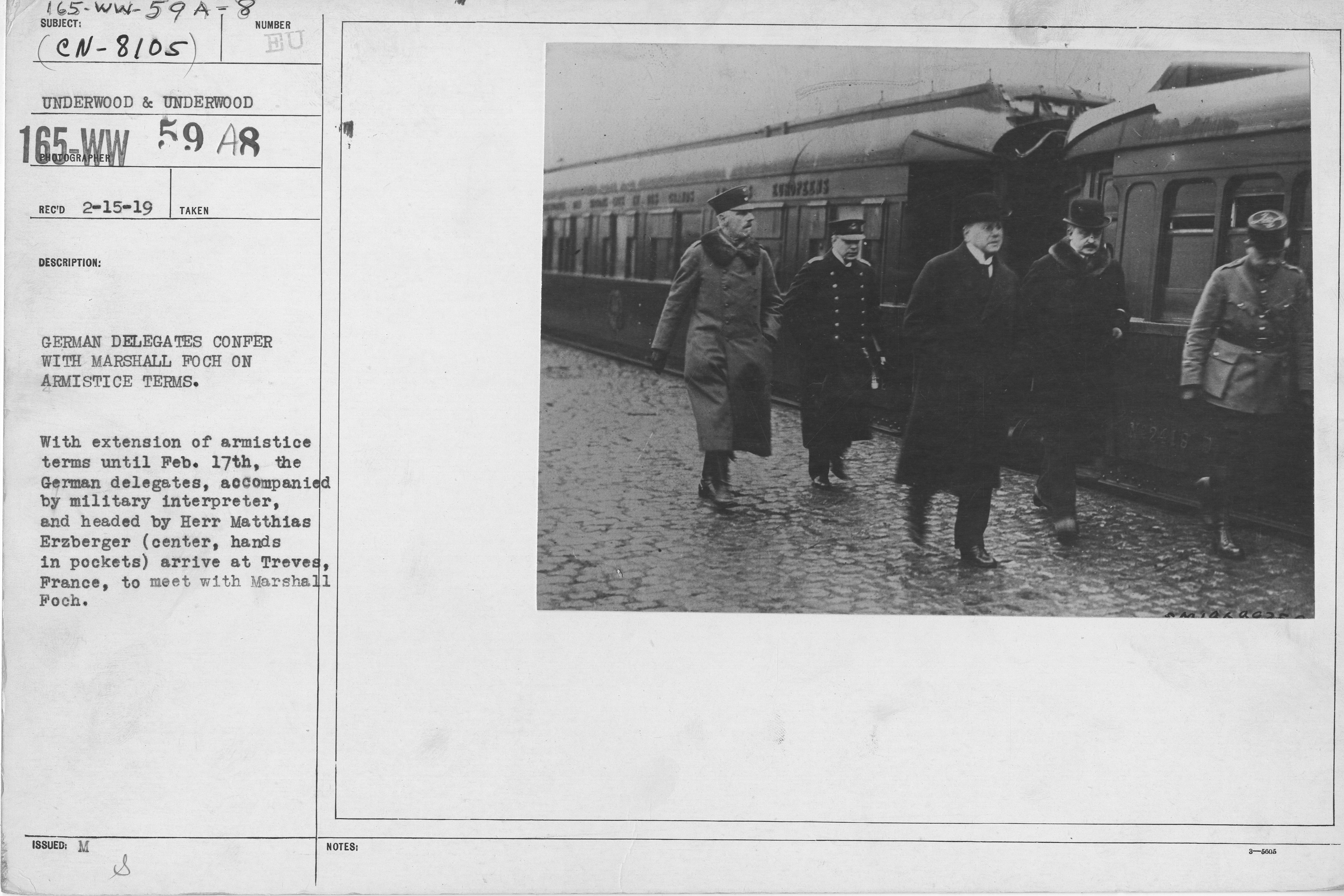
Erzberger (Mitte) und die deutsche Delegation auf dem Weg zu Verhandlungen für Waffenstillstandsverlängerungen. (Trier 16. Januar 1919, Dokument des NARA)

Friedrich Ebert, dem Reichskanzler Max von Baden am 9. November 1918 sein Amt übergeben hatte, drängte Wilhelm Solf, im Auswärtigen Amt, und Erzberger, in der Waffenstillstandskommission zu bleiben. Hugo Preuß sollte eine Verfassung erarbeiten. Alle drei nahmen die Berufungen an, weil sie Ebert für einen zuverlässigen Demokraten und Gegner einer proletarischen Diktatur hielten. Erzberger knüpfte seine Zustimmung an Eberts Versprechen, baldige Wahlen auszuschreiben, was am 16. Dezember 1918 geschah. Erzberger war durch seine Tätigkeit als Waffenstillstandskommissar so in Anspruch genommen, dass er sich am Wahlkampf nicht maßgeblich beteiligte. Da er aber nach Adolf Gröber als zweiter auf der württembergischen Landesliste des Zentrums stand, war sein Wiedereinzug in den Reichstag gesichert.
Im Januar 1919 wurde Erzberger in die Weimarer Nationalversammlung gewählt. Im Kabinett Scheidemann wurde er als Chef der Waffenstillstandskommission zum Reichsminister ohne Geschäftsbereich ernannt und führte in dieser Funktion die Waffenstillstandsverhandlungen mit dem alliierten Oberbefehlshaber Marschall Foch in Trier. Schon vor dessen Amtsantritt war er mit Außenminister Ulrich Graf Brockdorff-Rantzau in der Frage der Auslieferung von Karl Radek an die Alliierten in Streit gekommen. Diese Spannungen verschärften sich, als Foch bei den Verhandlungen zur Verlängerung des Waffenstillstandes in Trier die Bedingungen immer weiter verschärfte. Brockdorff-Rantzau äußerte Zweifel, dass sich Erzberger dem immer hätte fügen müssen. Auch Albert Vögler, Stahlmagnat und Politiker der Deutschen Volkspartei, griff deswegen Erzberger in der Nationalversammlung schwer an. Der einzige unbestrittene Erfolg Erzbergers bei diesen Verhandlungen war Fochs Zugeständnis, das Józef Hallers Blaue Armee („Haller-Armee“) nicht über Danzig verschifft und versorgt wurde, was als Verteidigung des „deutschen Charakters der Stadt“ gesehen wurde.
Erzberger gehörte nicht zur deutschen Delegation, die Deutschland bei der Pariser Friedenskonferenz 1919 vertrat, aber er war stark in die schwierigen Debatten um die Annahme oder Ablehnung des Versailler Vertrags eingebunden. Die von Brockdorff-Rantzau verfassten Einzelnoten, die große Teile der Vertragsbestimmungen als zurückwiesen und mit denen er gegen nahzu jede Bestimmung des Vertrages protestierte, ohne konstruktive Gegenvorschläge zu machen, sah er kritisch. Hinter dem Rücken des Außenministers nahm er Kontakt zu dem amerikanischen Offizier Arthur L. Conger auf und signalisierte ihm, dass er eine Annahme des Vertrages durchsetzen könne, wenn die Entente auf einzelne Bestimmungen verzichten würde. US-Präsident Woodrow Wilson ging darauf aber nicht ein.
Spätestens seit einem Treffen der Kabinettsmitglieder Philipp Scheidemann, Bernhard Dernburg und Erzberger mit der deutschen Friedensdelegation unter Brockdorff-Rantzau am 23. Mai 1919 im belgischen Spa ging Erzberger davon aus, dass die Friedensdelegation nach ihrer Rückkehr aus Versailles eine Ablehnung des Friedensvertrages empfehlen würde. Da er verhindern wollte, dass das Kabinett unter dem Zeitdruck eines alliierten Ultimatums die endgültige Entscheidung trifft, legte er im Kabinett am 3. Juni 1919 ein Memorandum vor, das die Folgen einer Annahme und die Folgen einer Ablehnung zu prognostizieren versuchte. Für den Fall einer Ablehnung sah Erzberger die Besetzung Deutschlands und den Zerfall des Deutschen Reiches voraus, weswegen er eine Ratifizierung empfahl. Zunächst lehnte das Kabinett ab. Schließlich gewann Erzberger die Zentrums- und die SPD-Fraktion der Nationalversammlung für eine Annahme des Vertrags unter der Voraussetzung, dass der Kriegsschuldartikel und die Auslieferungsforderung ausgespart würden. Erzberger machte einen zweiten erfolglosen Versuch, über informelle Kontakte ein Nachgeben der Alliierten zu erreichen. Später musste auch diese Bedingung fallen gelassen werden. Klaus Epstein resümiert: „Die Ratifizierung des Vertrages im Jahr 1919 war Erzbergers größte politische Leistung, für die ihm freilich niemand ein Denkmal erstellen wird. Er durchkreuzte die Pläne derjenigen, die, infolge nationalistischer Phrasen, unrealistischer Ehrbegriffe und mangelnder Voraussicht verblendet, Deutschland in Hunger, Teilung und Besetzung getrieben hätten.“
Als sein persönlicher Referent und Geheimer Regierungsrat arbeitete ab 1919 Heinrich Hemmer, der schon zuvor, 1916, sein persönlicher Mitarbeiter in der Politischen Abteilung des Auswärtigen Amtes war. Erzberger und Hemmer bemühten sich, eine Reichsbehörde zum Schutze der Verfassung aufzubauen. Am 14. Februar 1920 lag dazu eine Kabinettsvorlage zur Schaffung eines Reichskriminalamtes vor, in das ein nachrichtendienstlich arbeitendes Verfassungsschutzorgan integriert werden sollte.

#### Reichsfinanzminister

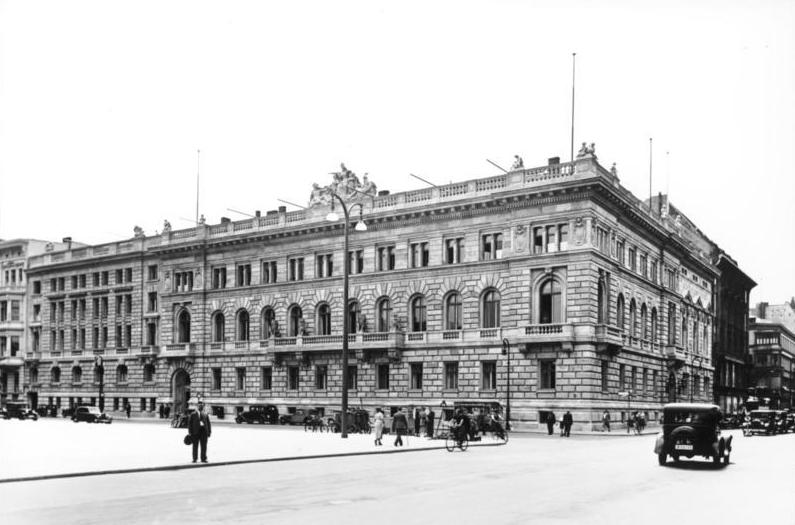
Reichsfinanzministerium (ca. 1930)

Am 21. Juni 1919 wurde Erzberger Reichsminister der Finanzen und Vizekanzler unter dem Reichskanzler Gustav Bauer (Kabinett Bauer). Deutschlands Finanzlage war zu dieser Zeit äußerst schlecht: Die Staatsschuld, die 1913 etwa fünf Milliarden Mark betrug, war auf 153 Milliarden angewachsen. Der Papiergeldumlauf stieg in derselben Zeit von zwei Milliarden auf 45 Milliarden Mark, die Staatsausgaben von 2,4 Milliarden auf 17,5 Milliarden. Die Verantwortung für diese Entwicklung trugen vor allem die Männer, die im Krieg die Finanzwirtschaft regelten, darunter maßgeblich Karl Helfferich. Er vertrat den bequemen und von vielen geteilten Grundsatz, dass Deutschlands Feinde nach ihrer Niederlage für die gesamten Kriegskosten aufkommen sollten. Erzberger stand nun 1919 vor der Notwendigkeit, zehn Milliarden Mark (ungefähr das Vierfache des Vorkriegshaushaltes) durch neue Dauersteuern aufzubringen. Die Lösung der Probleme wurde von nicht wenigen als unlösbar angesehen, so dass ein Staatsbankrott empfohlen wurde, um zumindest die gewaltigen inneren Schulden streichen zu können. Erzberger widersetzte sich vehement solchen Plänen, teils um Deutschlands Kreditwürdigkeit zu retten, teils um die Rechte Millionen kleiner Eigentümer von Staatspapieren zu schützen. Stattdessen fasste er die Erhebung hoher Steuern vor allem für Wohlhabende ins Auge. Er sah die moralische Berechtigung darin, dass man es im Kriege unterlassen hatte, angemessene Steuern zu schaffen. In einer angelegentlichen Rede am 8. Juli 1919 in der Nationalversammlung zu Weimar führte er dazu aus: „Der Grundfehler der Wirtschaftspolitik im Kriege läßt sich auf die kurze Formel bringen, daß man durch die allgemeine Wehrpflicht die lebendigen Leiber mobil gemacht hat, daß aber die allgemeine Wehrpflicht Halt gemacht hat vor dem Kapital und dem Besitz. Nur das Blut, nicht auch das Gut, verlangte man freiwillig und ohne Zinsen für das Vaterland.“ Erzberger sah in seinen Steuerplänen nicht nur ein Mittel zur Abwendung des Staatsbankrottes und zur Wiederherstellung geordneter Finanzverhältnisse, sondern auch einen Weg zum Aufbau einer stabilen Demokratie, in der Belastungen aufgeteilt und der Bolschewismus dadurch seine Anziehungskraft auf die unteren Schichten verlieren würden.

#### Finanzreform
Die unmittelbaren Amtsvorgänger von Erzberger, Eugen Schiffer und Bernhard Dernburg, hatten schon mehrere Besteuerungsvorschläge vorbereitet, vor allem hatte Staatssekretär Stefan Moesle umfangreiche Vorarbeiten geleistet. Deshalb kommt Erzberger nicht das Verdienst zu, die von ihm eingebrachten Steuern selbst erdacht zu haben. Seine Leistung war, dass er die Gesetze und die sonstigen Reformen in einer Spanne von nur acht Monaten und gegen große Widerstände im Parlament durchbrachte, noch dazu als Führer einer Minderheitspartei. Fünf der Gesetze waren schon vor der Sommerpause 1919 fertiggestellt: Abgaben auf im Krieg gewachsene Einkommen und gewachsenes Vermögen, Erbschaftssteuer, Tabaksteuer und Grunderwerbssteuer. Letztere sollten zusammen mit der später durchgesetzten Reichseinkommenssteuer (Inkrafttreten: 29. März 1920) zu Dauerbestandteilen des deutschen Steuerrechts werden. Zudem schlug Erzberger ergänzend ein Reichsnotopfer (Inkrafttreten: 31. Dezember 1919, gültig bis 1922) und eine Kapitalertragssteuer vor, die zum 1. April 1920 eingeführt wurde. Die meisten dieser Steuern und Abgaben trafen vor allem Wohlhabende. Anders verhielt es sich mit der Erhöhung der Umsatzsteuer, der Erzberger mit einem erhöhten Steuersatz für Luxuswaren den regressiven Charakter nehmen wollte. Ebenfalls eingeführt wurden u. a. eine Beförderungssteuer, Kohlensteuer und andere Verbrauchssteuern (Zucker, Salz, Zündhölzer usw.). Erzbergers Steuern auf Einkommen und Vermögen führte in den oberen Schichten zu tiefem Unwillen. Finanzkreise versuchten, Kapital ins Ausland zu transferieren. Erzberger hatte dies vorausgesehen und gleichzeitig mit seiner Steuergesetzgebung drastische Maßnahmen gegen Kapitalflucht festlegen lassen. Erzbergers mitunter überzogene Verurteilung von Reichtum in dieser Periode war nach Einschätzung seines Biographen Klaus Epstein „keine glückliche Parole für einen Mann, der in einem kapitalistisch gebliebenen sozialen Rahmen zu arbeiten hatte, wo der Finanzminister in weitem Maße auf die freiwillige Mitarbeit der oberen Klassen angewiesen war, wenn er sein Amt erfolgreich ausführen wollte.“
Seine als Erzbergersche Finanzreform von 1919/1920 bekannten Reformmaßnahmen mit 16 Finanz- und Steuergesetzen gelten als das umfangreichste Reformwerk der deutschen Steuer- und Finanzgeschichte. Insbesondere fallen darunter die Zusammenfassung der 25 Steuerverwaltungen der Bundesstaaten des ehemaligen Kaiserreichs, der Neuaufbau einer Reichsfinanzverwaltung und die Ersetzung der unterschiedlichen Rechtsordnungen der Länder durch ein reichseinheitliches Steuerrecht. Die Maßnahmen brachten eine wesentliche Erhöhung der Steuerquote wie auch eine deutliche Vereinheitlichung und Systematik des Steuerrechts. Kernstücke der Reformen waren die Reichsabgabenordnung, das Umsatzsteuergesetz, das Körperschaftssteuergesetz, das Gesetz über die Reichsfinanzverwaltung und das Landessteuergesetz, das den Finanzausgleich zwischen Reich, Ländern und Gemeinden zentralisierte. Erzberger strukturierte die Steuerverwaltung komplett neu und legte damit, unter anderem auch mit der Einführung des direkten Lohnsteuerabzugs, die Grundlagen für das noch heute vorhandene deutsche Steuersystem.
Erzbergers größte Leistung als Finanzminister war die Errichtung der Finanzhoheit des Reiches. Das Reich war nun zur Erhebung aller Arten von Steuern befugt und konnte zudem konkurrierende Besteuerungen der Länder verbieten. Zudem wurde eine einheitliche Steuerverwaltung geschaffen, die jene der Länder weitgehend verdrängte. Damit fiel auch das schwerfällige System der Matrikularbeiträge weg. Dass damit die Finanzmisere des Reiches noch keineswegs beendet war, lag am seinerzeit noch unvorstellbaren Ausmaß der alliierten Reparationsforderungen und der Inflation bis 1923 sowie an den Auswirkungen der Weltwirtschaftskrise.

#### Beleidigungsprozess

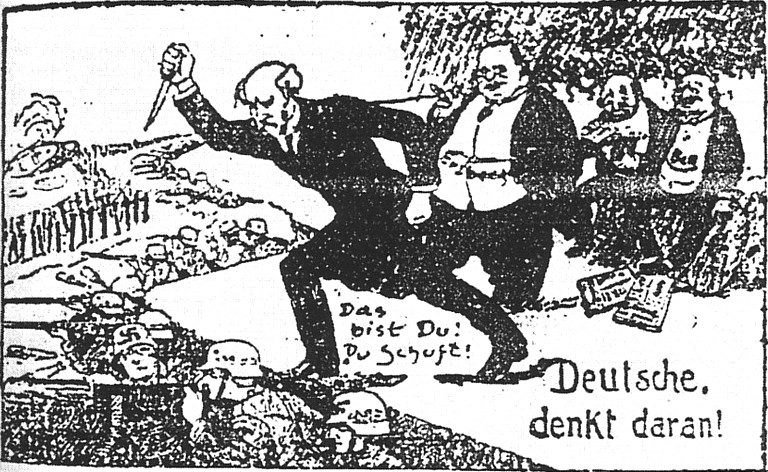
Dolchstoßlegendenvariante, Postkarte etwa 1924: Philipp Scheidemann ist dabei, deutsche Frontsoldaten hinterrücks zu erdolchen. Hinter ihm Erzberger und zwei als Juden stilisierte, auf Geldsäcken sitzende, Männer.

Spätestens nach seiner Unterschrift unter die Waffenstillstandsurkunde und durch seine maßgebliche Rolle bei der Ratifizierung des Versailler Friedensvertrages war Erzberger der zentrale Sündenbock rechter Kreise geworden. Dies verschärfte sich, als er in Abstimmung mit dem Kabinett zum Gegenangriff überging: In einer allgemein als sensationell eingeschätzten Reichstagsrede vom 25. Juli 1919 machte er der kaiserlichen Regierung, den rechtsgerichteten Parteien und der Obersten Heeresleitung heftige Vorhaltungen wegen ihrer politischen und militärischen Fehler im Weltkrieg. Er stellte vor allem Ludendorffs Verantwortung für das panikartige und damit äußerst unvorteilhafte Waffenstillstandsgesuch vom 4. Oktober 1918 fest, um die Dolchstoßlegende zu widerlegen. Die Reichstagsmehrheit beschloss, die Rede zu drucken und in ganz Deutschland zu verteilen. Die Zentralisierung der Steuereinnahmen und die Erhebung der Reichsnotopferabgabe auf Vermögen zur Sanierung der Reichsfinanzen machte Erzberger noch mehr zur Zielscheibe und Hassfigur rechter Propaganda, die von vermögenden Kreisen unterstützt wurde. Dabei wurde unter anderem kolportiert, Erzberger wäre jüdischer Abkunft, weil seine Mutter als junge Frau eine Affäre mit einem reichen Juden gehabt hätte. Insbesondere der DNVP-Abgeordnete Karl Helfferich, einstiger Deutsche-Bank-Direktor, Staatssekretär des Inneren und 1919 „geistiger Führer aller Feinde der Republik“, verschärfte seine Hetzkampagne gegen Erzberger. Als Helfferich ihm in der Broschüre Fort mit Erzberger (1919) u. a. „gewohnheitsmäßige Unwahrhaftigkeit“ und eine „unsaubere Vermischung politischer Tätigkeit und eigener Geldinteressen“ vorwarf, sah Erzberger sich gezwungen, Helfferich wegen Beleidigung anzuzeigen. Im darauf folgenden Prozess, der gleichzeitig mit den schwierigen Reichstagsverhandlungen um die Finanzreform stattfand, musste Erzberger als Zeuge aussagen und wurde von Helfferichs Anwälten ins Kreuzverhör zu Details aus der Zeit des Weltkriegs genommen. Die deutschnationale Presse nutzte diese Verhöre, um Erzberger als den Angeklagten darzustellen. Erzberger unterliefen in der Verhandlung taktische Fehler, zudem konnten ihm einige Ungenauigkeiten und „sträfliche Nachlässigkeiten“ nachgewiesen werden. Im Laufe des Prozesses wurden zudem von den rechtsstehenden Hamburger Nachrichten am 22. Februar 1920 seine im Berliner Finanzamt gestohlene persönliche Steuererklärung veröffentlicht, die auf dem ersten Blick eine Steuerhinterziehung zu beweisen schien. Am 12. März 1920 verurteilte das Gericht Helfferich zu einer geringfügen Geldstrafe und billigte ihm in der Begründung „vaterländische Motive“ zu. Abgesehen davon sei Helfferich nach Auffassung des Gerichtes „der Wahrheitsbeweis im wesentlichen gelungen“. Die Richter bestätigten ausdrücklich mehrere Beschuldigungen, die Helfferich gegen Erzberger geäußert hatten, darunter den Vorwurf mehrfachen Meineids. Das Urteil gilt heute als bekanntes Beispiel für die in der Weimarer Republik typische politische Justiz der Richter, die oft „auf dem rechten Auge blind“ waren.
Erzberger trat noch am Tag des Urteils (einen Tag vor Beginn des Kapp-Putsches) als Reichsfinanzminister zurück (Nachfolger: Joseph Wirth). Das Kabinett Bauer endete wenig später am 27. März 1920.

#### Die Zeit nach dem Prozess vom März 1920 bis August 1921
Nach seinem Rücktritt veröffentlichte Erzberger als Teil seines Rehabilitierungsfeldzuges den Memoirenband Erlebnisse im Weltkrieg und entwickelte in mehreren Schriften ein Reformprogramm, das dem Konzept des katholischen Solidarismus verpflichtet war und an seine Anfänge in der württembergischen Sozialpolitik anknüpfte. In der Schrift Christlicher Solidarismus – als Weltprinzip kritisierte er Kapitalismus und Sozialismus (oder Kommunismus) als Irrwege und empfahl, anknüpfend an Papst Leo XIII. und Heinrich Pesch, den christlichen Solidarismus als die weiterführende Alternative. In der Schrift Der Solidarismus. Europas Rettung und Zukunft verknüpfte er den solidaristischen Ansatz mit seinem schon 1918 entwickelten Völkerbundkonzept. In diesem Zusammenhang kritisierte er auch den Versailler Vertrag, da er „auf rein kapitalistischer Grundlage basierend“ die Gleichberechtigung der Völker verletze. In weiteren Schriften unterstützte er die Erfüllungspolitik der Regierung Wirth.
Um die ihm am meisten schadenden Vorwürfe der „gewohnheitsmäßigen Unwahrheit“ und des Meineids zu entkräften, erstattete Erzberger Anzeige gegen sich selbst wegen Meineids. Die Voruntersuchung ergab am 29. Juni 1921, dass das Beweismaterial die Einleitung eines Gerichtsverfahrens nicht rechtfertige, was ein bezeichnendes Licht auf das Gerichtsurteil im Helfferich-Prozess wirft. Ähnlich fiel eine Untersuchung des Vorwurfs der Steuerhinterziehung aus, die ihn in allen Punkten entlastete. Schon ein Jahr zuvor und nur zwei Monate nach seinem Rücktritt, am 14. Mai 1920, hatte ihn der Parteitag des Zentrums in Stuttgart mit großer Mehrheit von 356 gegen 27 Stimmen an die Spitze der Landesliste für die Reichstagswahl 1920 gewählt. Damit war sein Wiedereinzug in den Reichstag gesichert. Vor diesem Hintergrund versuchte er, den Boden für die offizielle Rückkehr ins politische Leben zu bereiten, gab dieses Vorhaben am 29. Juni 1921 im Reichsparteiausschuss offiziell bekannt und plante als ersten Schritt einen Besuch des 61. Deutschen Katholikentages Ende August 1921.

### Ermordung
Die deutschnationale Hetzpropaganda gegen Matthias Erzberger löste mehrere Mordanschläge auf ihn aus. Bereits am 26. Januar 1920 schoss der ehemalige Fähnrich Oltwig von Hirschfeld zweimal auf Erzberger, als dieser vom Helfferich-Prozess kommend das Gerichtsgebäude in Berlin-Moabit verließ. Erzberger wurde dabei leicht an der Schulter verletzt, eine zweite Kugel prallte an der Uhrkette in seiner Weste ab. Zu seinen Motiven befragt, verwies Hirschfeld vor allem auf Helfferichs Broschüre Fort mit Erzberger!. Hirschfeld genoss die Sympathien des Gerichts, das ihm attestierte „sonst von idealer Gesinnung“ zu sein und den Eindruck, den er angeblich von Erzberger hatte, strafmildernd wertete. Hirschfeld wurde wegen gefährlicher Körperverletzung zu einer Gefängnisstrafe von 18 Monaten verurteilt. Bei Erzberger hinterließ das Attentat einen tiefen Schock. Obwohl er versuchte, in die Politik zurückzukehren, fürchtete er die Folgen: „Die Kugel, die mich treffen soll, ist schon gegossen“, vertraute er seiner ältesten Tochter Maria im April 1921 an.
Am Morgen des 26. August 1921 gegen 10 Uhr brach Erzberger in Begleitung seines Partei- und Reichstagskollegen Carl Diez von Griesbach, wo er im Kurhaus abgestiegen war, zu einem Spaziergang über die Kniebisstraße in Richtung Alexanderschanze auf. Sie wurden von zwei jungen Männern verfolgt, denen sie aber keine weitere Beachtung schenkten. Die beiden Politiker befanden sich bereits auf dem Rückweg, als der eine Attentäter, Heinrich Tillessen, auf Erzberger zusprang und aus kurzer Entfernung zu schießen begann. Diez versuchte noch, mit seinem Regenschirm auf den Angreifer einzuschlagen, als der zweite Attentäter, Heinrich Schulz, erst auf ihn schoss und dann dem schwer verletzten Erzberger, der noch eine Böschung heruntergerutscht war, nachstieg und zweimal in den Kopf schoss. Die Attentäter flohen zu Fuß, während der schwer verletzte Diez sich nach Griesbach zurückschleppte und die Polizei benachrichtigte. Erzberger war von acht Schüssen getroffen worden, von denen die Kopfschüsse in jedem Fall tödlich waren.
Die Ermittlungen ergaben die enge Verbindung der Attentäter zur geheimen Organisation Consul in München. Schulz und Tillessen hatten sich über München mit der Hilfe ihres Abteilungschefs, Manfred von Killinger nach Ungarn absetzen können. Killinger wurde verhaftet. Der eigentliche Leiter der Organisation Consul, Hermann Ehrhardt, war nach vorheriger Warnung entkommen. Weitere Verbindungen ergaben sich über Otto Pittinger bis zur bayerischen Regierung unter Gustav von Kahr. Die Münchner Polizei hatte die Gesuchten nicht nur vor der Verhaftung gewarnt, sondern auch die zur Flucht notwendigen Pässe ausgestellt. Killinger wurde im Mai 1922 der Beihilfe zum Mord angeklagt, was dazu führte, dass vor Gericht vor allem die Mordtat rekonstruiert und die Schuld Schulzens und Tillessens festgestellt wurde. Allen Indizien zum Trotz wurde Killinger aber freigesprochen. Nach dem Zweiten Weltkrieg gestanden Schulz und Tillessen, dass sie als Angehörige des Germanenordens im Beisein Killingers den Mordauftrag erhalten und im Bewusstsein ausgeführt hätten, jegliche Unterstützung der Organisation Consul zu erhalten.
Von wem genau der Mordauftrag ausging, ist nicht abschließend geklärt. Der Historiker Martin Sabrow hält die Aussage der Mörder, sie seien vom Germanenorden ausgewählt und beauftragt worden, für glaubaft. Der Mord trage die Merkmale eines isoliert in der Münchner Zentrale der Organisation Consul gemeinsam von führenden Kräften des Germanenordens und der Organisation Consul verabredeten Fememordes. Die Weisung für den Mord habe Killinger, selbst Mitglied im Germanenorden, im Einvernehmen und mit Billigung Ehrhardts erteilt. Der Rechtshistoriker Cord Gebhardt sieht die Rolle des Germanenordens hingegen ungeklärt. Die Täter seien „dem Einfluß einer primitiven Verhetzung“ erlegen, „die ihnen Argument, Motiv und Ziel ihrer Handlung lieferte“. Politische Verbände wie der Deutschvölkische Schutz- und Trutzbund hätten den Boden für die Mordtaten bereitet und deren Verwirklichung in Kauf genommen. Speziell Helfferichs Rufmordkampagne habe außerdem die Beseitigung Erzbergers erst salonfähig gemacht. Für Christopher Dowe war die Ermordung Erzbergers Teil eines größeren Umsturzplanes, um die verhasste Demokratie durch ein autoritäres Regime zu ersetzen. Durch das Attentat hätten Proteste und Demonstrationen linker politischer Gruppen provoziert werden sollen, um Reichswehr, Freikorps und anderen rechten Organisationen einen Vorwand für einen Staatsstreich zu liefern.
Nationale Kreise nahmen den Mord mit Befriedigung zur Kennntis. Zwar wies Karl Helfferich den Vorwurf zurück, Erzberger moralisch gemeuchelt zu haben. Aber die Rechtspresse entschuldigte den Mord mit dem angeblichen Schaden, den Erzberger dem Vaterland zugefügt habe. Angesichts dessen erließ Reichspräsident Ebert am 29. August 1921 eine Republikschutz-Verordnung, mit denen die Freiheitsrechte eingeschränkt und das Verbot von Druckschriften ermöglicht wurde, in denen zur Gewalt gegen die Verfassung oder Vertreter der Staatsordnung aufgerufen oder Staatseinrichtungen verächtlich gemacht wurden. Die Trauerfeierlichkeit für Matthias Erzberger am 31. August 1921 gestaltete sich zu einer politischen Kundgebung. Reichskanzler Joseph Wirth sprach die Trauerrede. Die Beisetzung Erzbergers erfolgte dann auf dem alten katholischen Friedhof in Biberach an der Riß. Am 31. August fanden in hunderten deutschen Städten Kundgebungen gegen die Ermordung statt, die größte mit rund 500.000 Teilnehmern im Berliner Lustgarten. Zu den Kundgebungen hatten SPD und ADGB aufgerufen. USPD und KPD hatten sich angeschlossen.
Tillessen und Schulz kehrten Ende 1932 bzw. Anfang 1933 wieder aus Spanien nach Deutschland zurück. Nachdem am 21. März 1933 die Straffreiheitsverordnung des Reichspräsidenten unter ausdrücklicher Einbeziehung des Erzberger-Attentats verkündet worden war, mussten sie auch keine weitere Strafverfolgung fürchten. Am 3. Mai 1945 wurde Tillessen von amerikanischer Militärpolizei in Heidelberg festgenommen und vor einem deutschen Gericht in der französischen Besatzungszone angeklagt. Dieses Gericht schlug das Verfahren im November 1946 mit dem Verweis auf Straffreiheitsordnung vom 21. März 1933 nieder. Dass ein „rechter Fememörder“ aufgrund einer „nationalsozialistischen Amnestie“ freigesprochen werden sollte, löste eine Welle der Empörung aus. Die französische Militärregierung intervenierte und brachte den Fall vor das oberste französische Besatzungsgericht in Rastatt, das die Straffreiheitsverordnung mit Urteil vom 6. Januar 1947 für unwirksam erklärte, und den Fall an das Landgericht Konstanz verwies Das Landgericht Konstanz verurteilte Tillessen am 28. Februar 1947 zu 15 Jahren Zuchthaus. Der inzwischen ebenfalls verhaftete Schulz wurde im Juli 1950 vor dem Landgericht Offenburg angeklagt und zu 12 Jahren Zuchthaus verurteilt. Nach einer Gnadenentscheidug der badischen Landesregierung wurde Tillessen am 10. Mai 1952 aus der Haft entlassen und die Strafe am 12. März 1958 erlassen.

## Ehrungen
In einer Kehre der Bundesstraße 28 zwischen Bad Griesbach und Freudenstadt erinnert ein Gedenkstein an Matthias Erzbergers Ermordung. Die Grabstätte Erzbergers ist mit einer großen Figurengruppe des Bildhauers Friedrich Thuma geschmückt und befindet sich auf dem alten katholischen Friedhof in Biberach an der Riß. Es handelt sich um ein Ehrengrab der Stadt. Die Skulpturengruppe des Grabes zeigt den toten Jesus, betrauert von dessen Mutter Maria und dem Lieblingsjünger. 
In mehreren deutschen Städten gab es in den 1920er Jahren Ehrungen für Erzberger. In Osnabrück ließ das Reichsbanner Schwarz-Rot-Gold 1928 ein Ebert-Erzberger-Rathenau-Mahnmal errichten, gegen das sofort deutschnationale und nationalsozialistische Gruppen vorgingen. 1933 wurde es abgerissen, 1983 wiedererrichtet.
In den Jahren nach dem Zweiten Weltkrieg wurden in vielen deutschen Städten Straßen und Plätze nach Matthias Erzberger benannt. 2018 benannte Freiburg im Breisgau eine zuvor nach Max von Gallwitz benannte Straße in Matthias-Erzberger-Straße um, 2023 benannte Konstanz eine zuvor nach Paul von Hindenburg benannte Straße in Matthias-Erzberger-Straße um. 1975 erschien eine Gedenkbriefmarke der Deutschen Bundespost. Erzbergers Geburtshaus in Buttenhausen wurde 2004 zur Erinnerungsstätte Matthias Erzberger umgestaltet. In Biberach wurde eine Haus- und Landwirtschaftliche Schule nach ihm benannt, in Oberkirch (Baden) eine Brücke. In Münsingen wurde 2023 der Rathausplatz in Matthias-Erzberger-Platz umbenannt.
Am 26. August 2011 erhielt der Festsaal des Bundesfinanzministeriums in Berlin den Namen „Matthias-Erzberger-Saal“. Am 23. März 2017 gab Bundestagspräsident Norbert Lammert bekannt, dass das vom Bundestag genutzte Gebäude Unter den Linden 71 „Matthias-Erzberger-Haus“ heißen solle. Am 17. Mai 2021 weihte Bundestagspräsident Wolfgang Schäuble vor dem Gebäude eine von Bertrand Freiesleben geschaffene Porträtbüste Erzbergers ein.

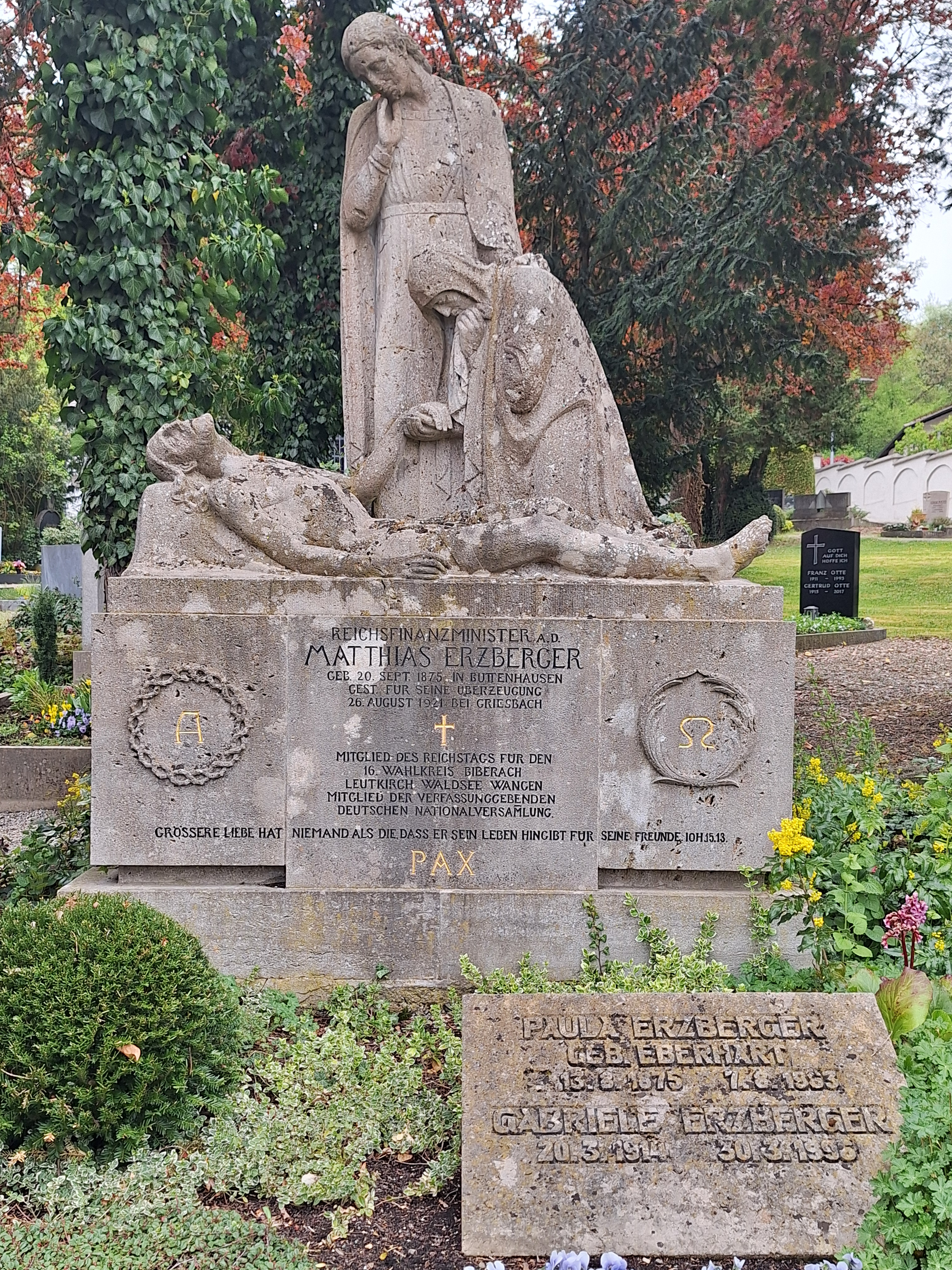
Grabstätte in Biberach an der Riß
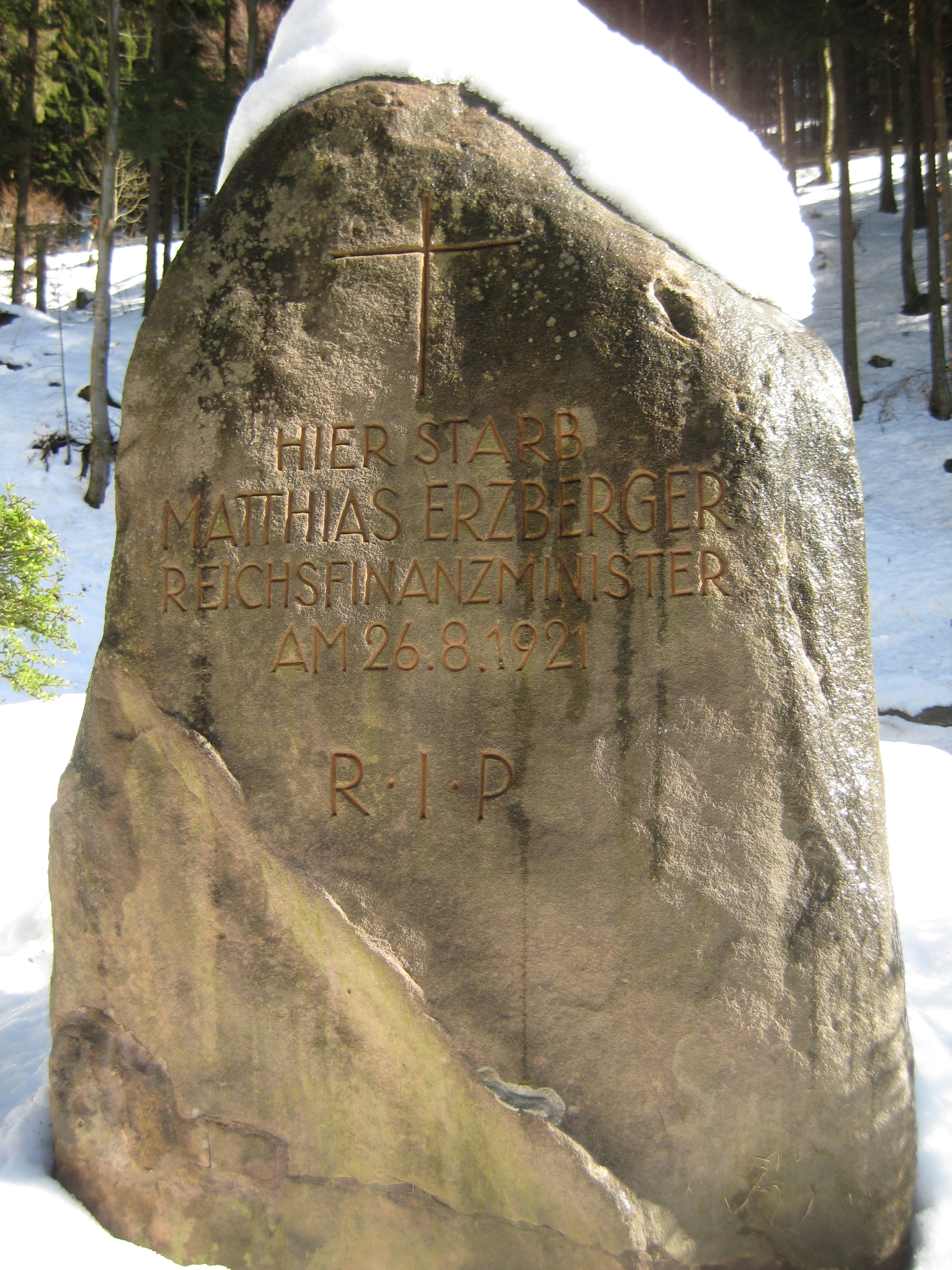
Gedenkstein bei Bad Griesbach im Schwarzwald.
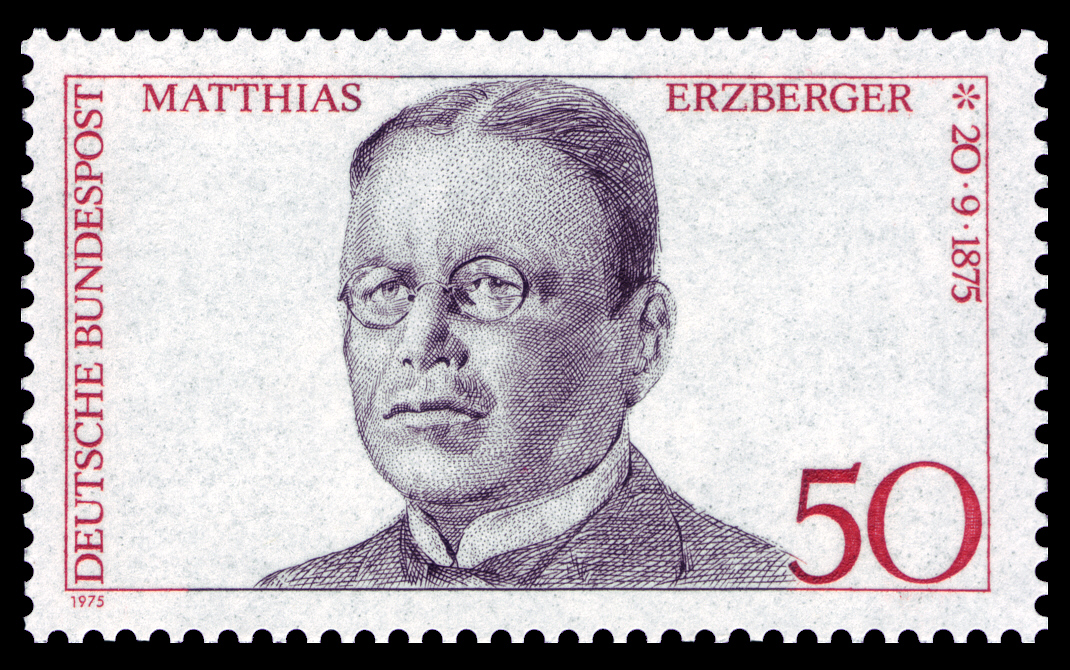
Gedenkmarke der Deutschen Bundespost 1975
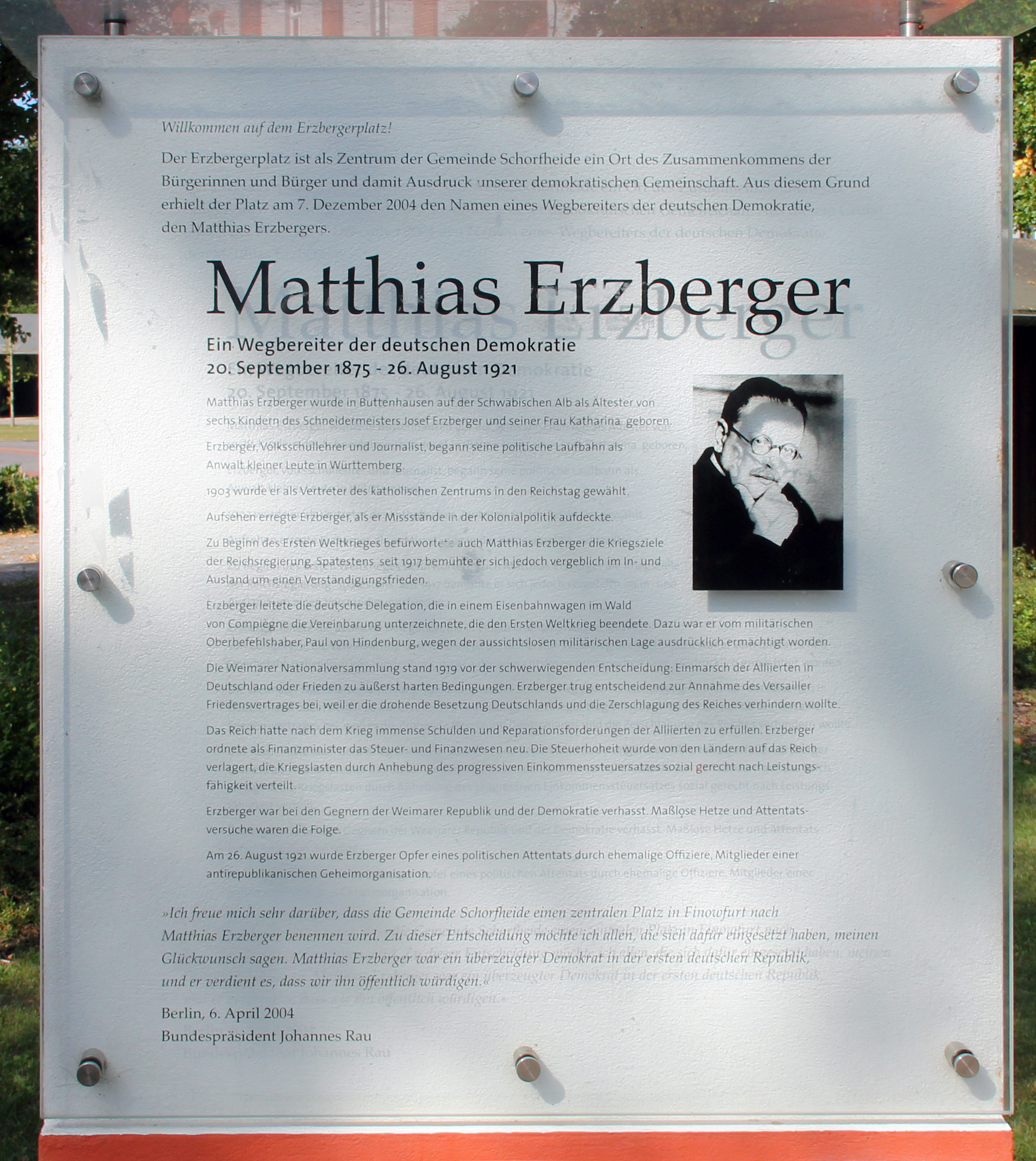
Gedenktafel am Erzbergerplatz in Finowfurt
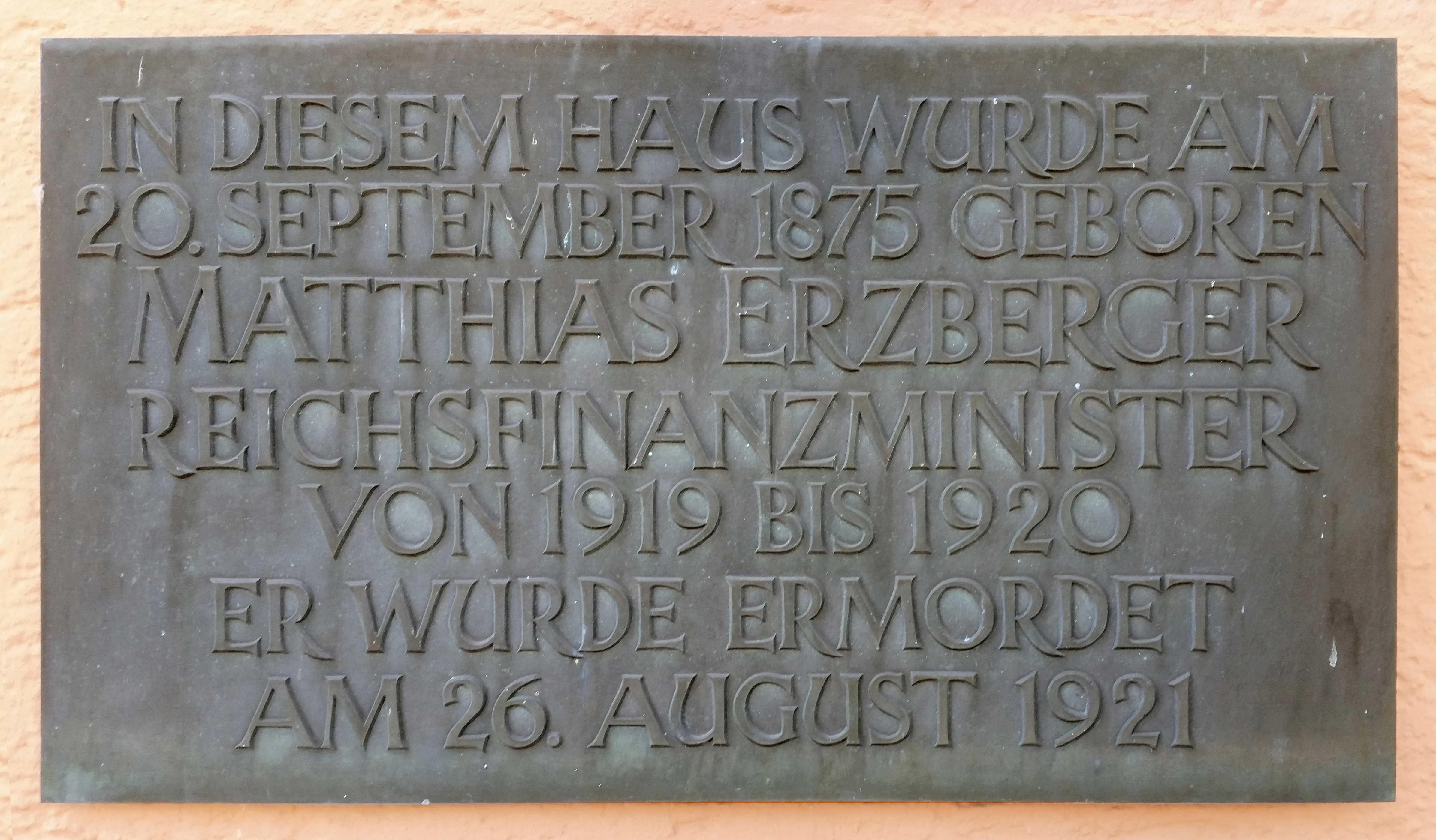
Gedenktafel am Geburtshaus in Buttenhausen
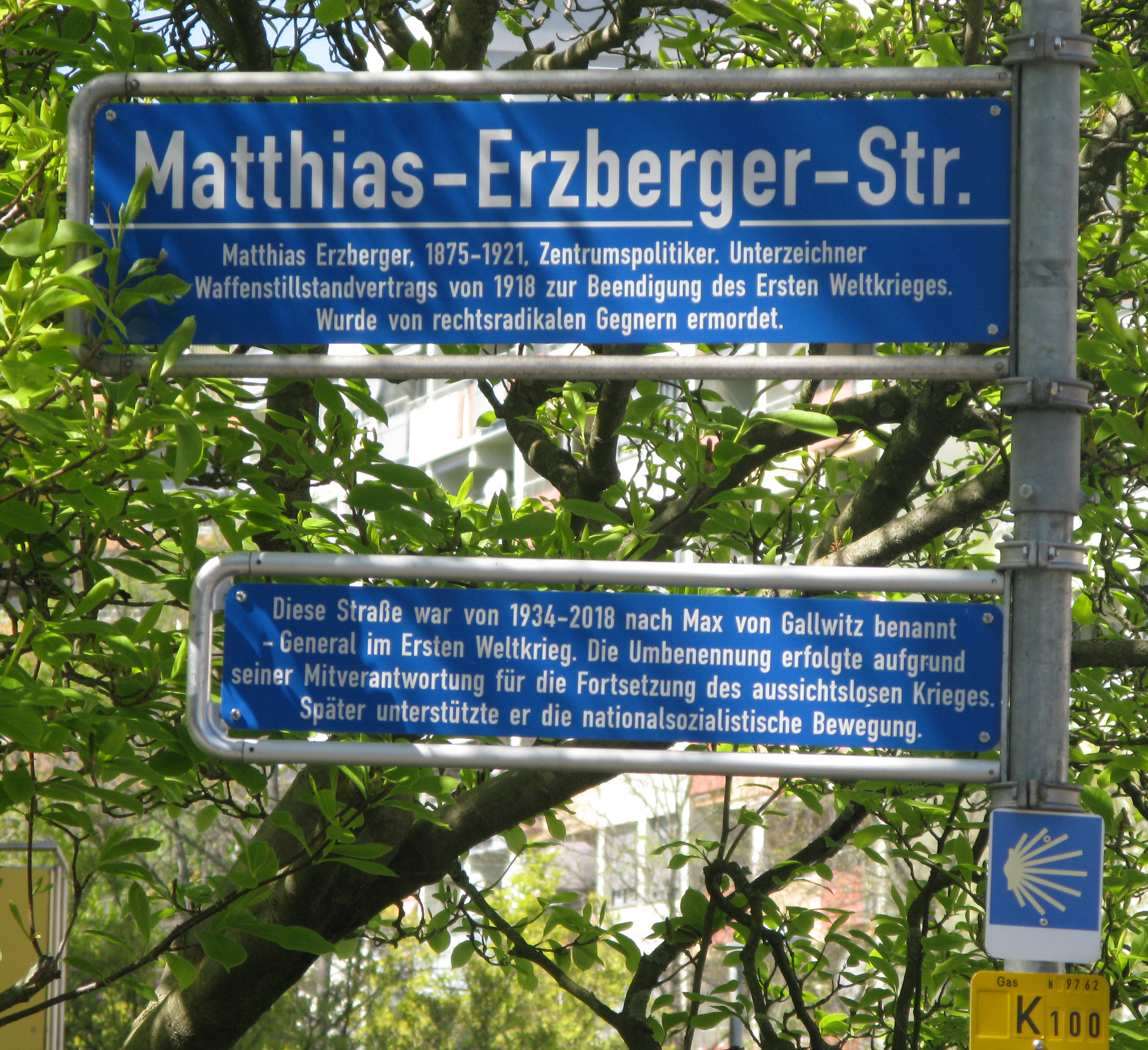
Straßenschild in Freiburg
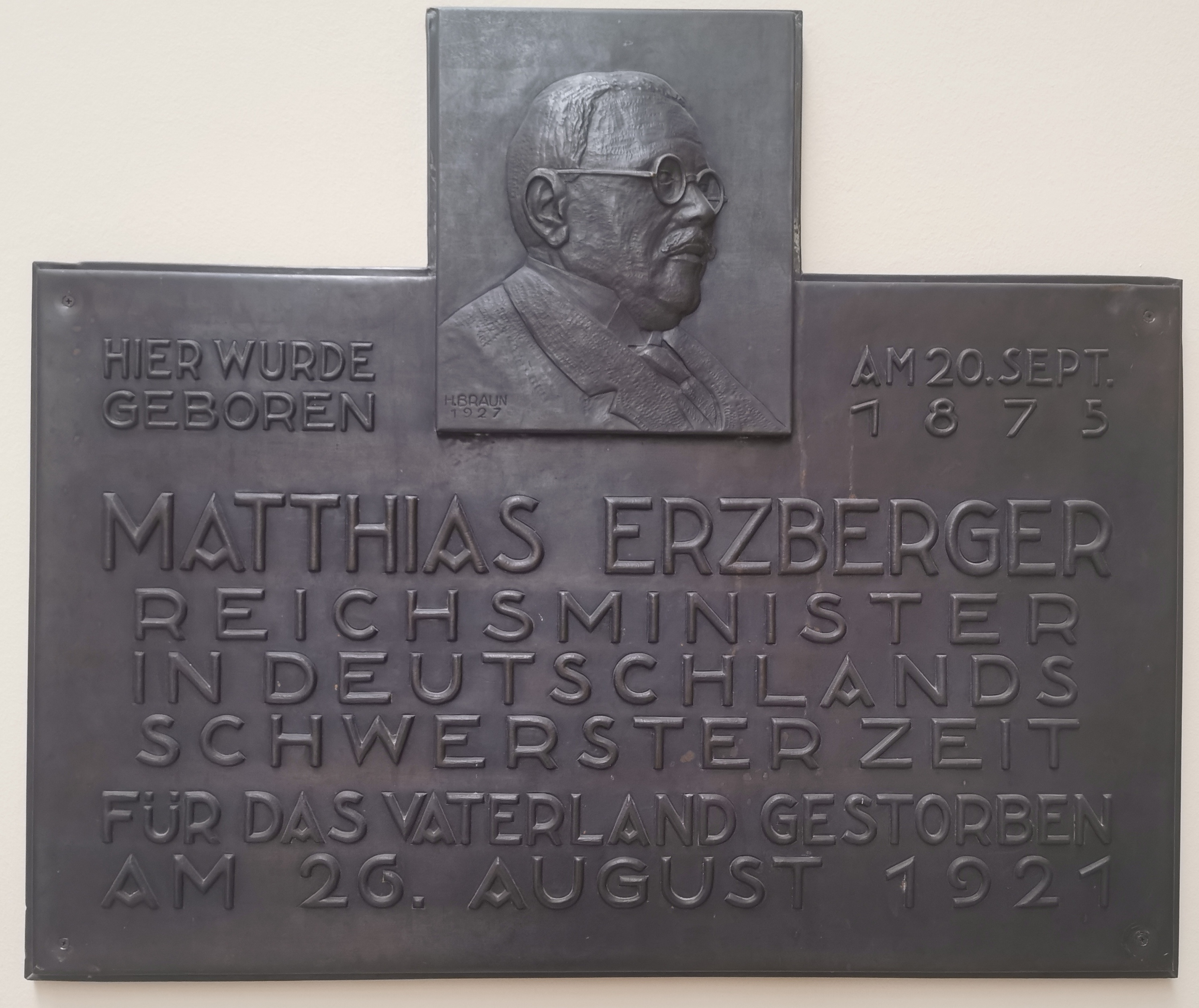
Gedenktafel im Bundesfinanzministerium
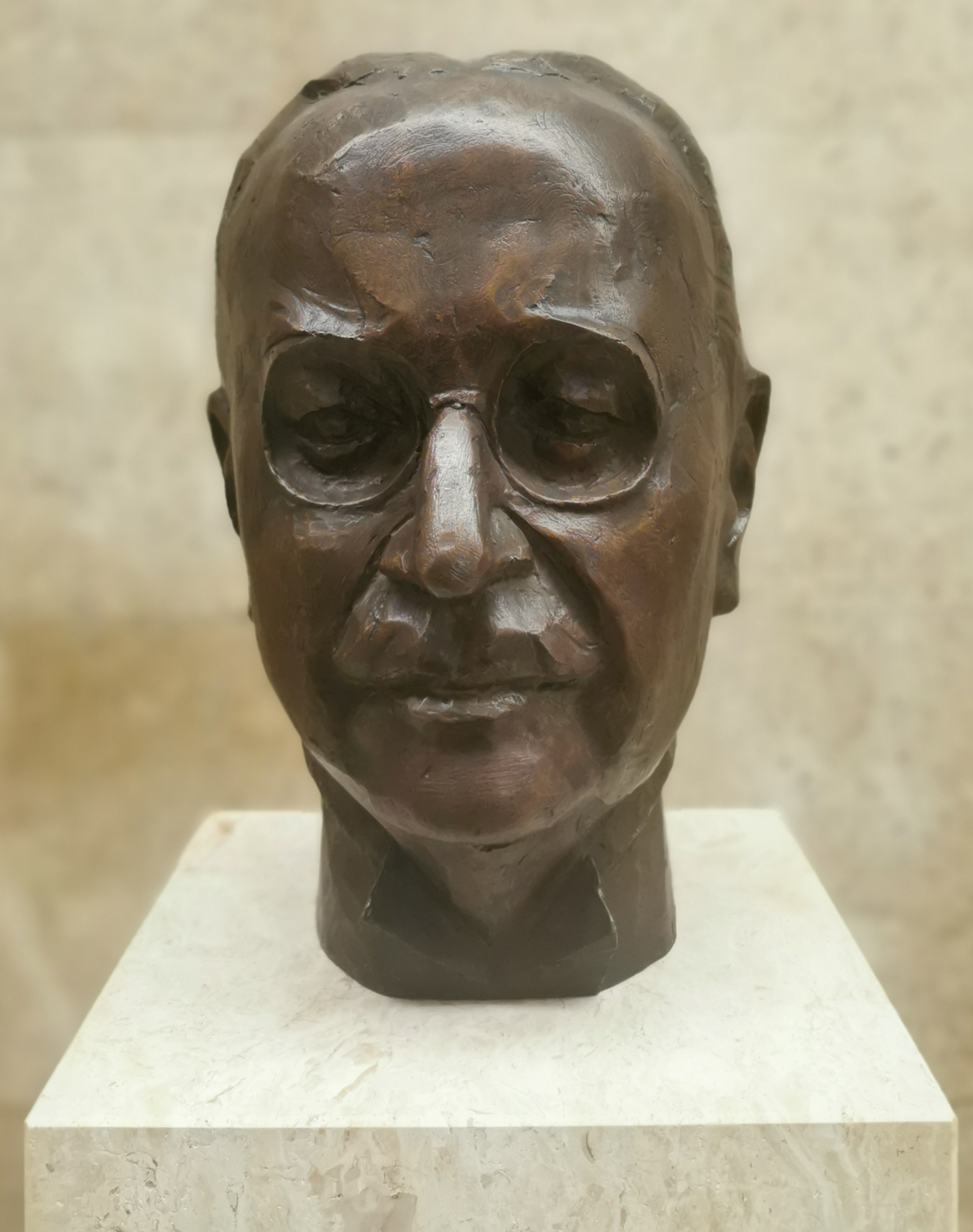
Büste im Bundesfinanzministerium
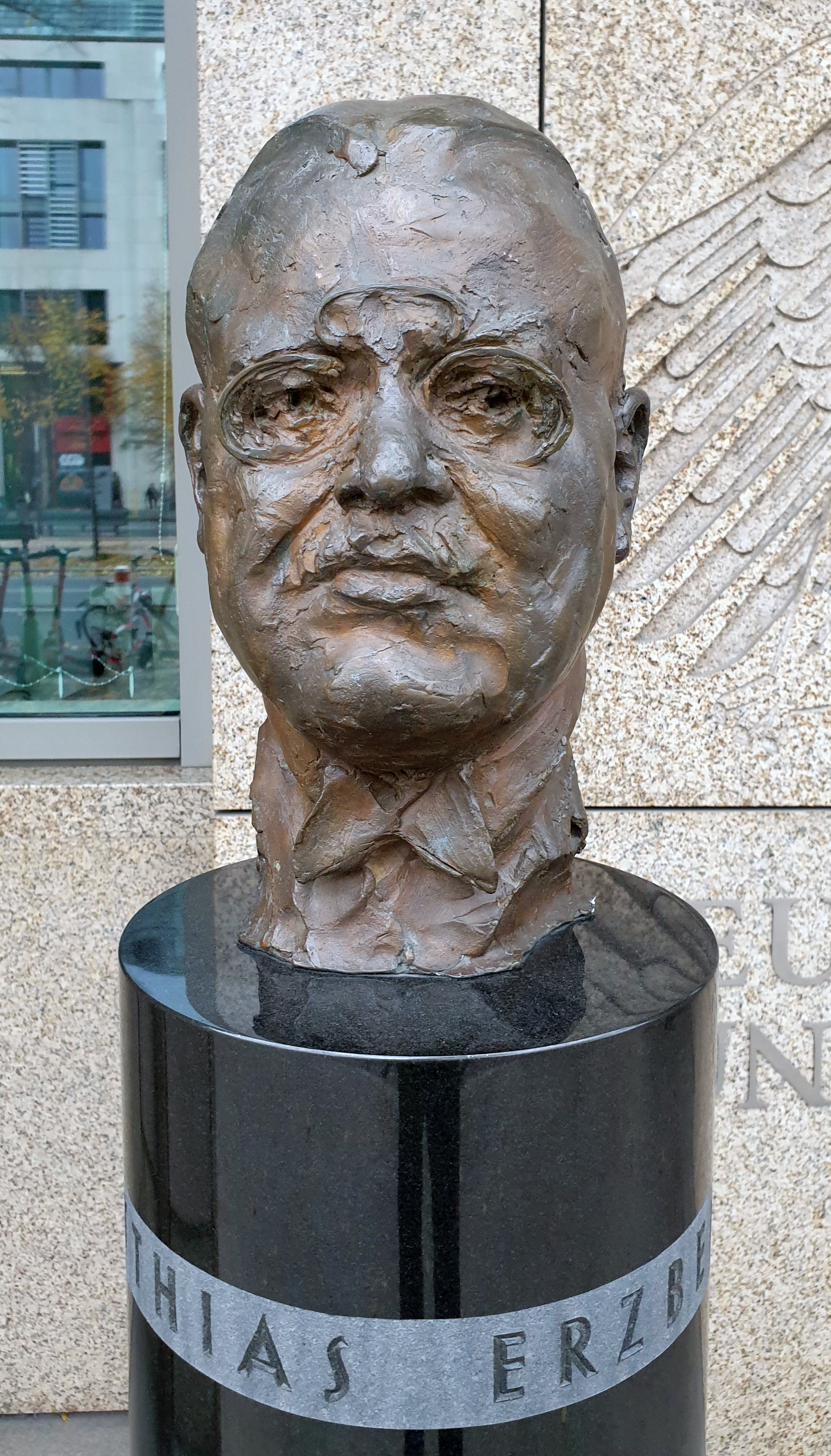
Büste vor dem Gebäude Unter den Linden 71

## Bewertungen und Nachwirkung
Kurt Tucholsky zog in seinem kurz nach dem Mord publizierten Gedicht Nachruf bittere Bilanz. Die letzten drei Strophen lauteten:
Das kann der Deutsche nicht vertragen:

dass einer ihm die Wahrheit sagt,

dass einer ohne Leutnantskragen

den Landsknechtgeist von dannen jagt.

So fielst du.

        Hinter deiner Bahre

gehn grinsend, die den Mord gewollt:

in Uniform und im Talare

der wildgewordne Teutobold.

Und wie dein Blut die Steine netzte,

da atmet auf das Militär.

Es kondoliert, wer grad noch hetzte ...

Du warst der Erste nicht – bist nicht der Letzte.

Prost Helfferich!

        Der kommt nicht mehr.
Die Reaktionen der radikalen Rechten sahen ganz anders aus, sie reagierten mit Genugtuung und Jubel, nationalistische Studenten sangen:
Nun danket alle Gott,

für diesen braven Mord

Den Erzhalunken,

scharrt ihn ein,

heilig soll uns der Mörder sein,

die Fahne schwarz-weiß-rot.
1959 veröffentlichte der deutsch-amerikanische Historiker Klaus Werner Epstein eine heute noch grundlegende Biographie über Matthias Erzberger, die 1962 auch auf Deutsch erschien. Epstein hob besonders Erzbergers Umbruchleistungen im Schlüsseljahr 1917 hervor: Erzberger habe unter dem Druck des Kriegsverlaufs die ursprünglich konservative, antiliberale Zentrumspartei in ein Bündnis mit den Linksliberalen und mit den Sozialdemokraten geführt, die Irrationalität seines eigenen Annexionsprogramms von 1914 erkannt, ebenso die Notwendigkeit, Kompromisse mit den Ententestaaten zu finden und schließlich die Konsequenzen der Kriegsniederlage zu tragen. Seine bedeutendste Einzelleistung sah Epstein in der Ratifizierung des Versailler Friedensvertrags 1919.
Epstein resümierte Wirken und Tod Erzbergers wie folgt:

„Die bedeutende Rolle, die er seit 1917 gespielt hatte, sein leidenschaftliches Eintreten für Demokratie und Völkerversöhnung und seine anfechtbaren persönlichen Eigenschaften machten ihn zum gegebenen Objekt des Hasses für alle Feinde der Weimarer Republik. Der Rufmordfeldzug gegen ihn mußte unweigerlich zum Attentat des Jahres 1921 führen. Er starb als Märtyrer für die Sache der Republik, und die deutsche Demokratie verlor mit ihm einen ihrer mutigsten Vorkämpfer [...] Erzberger war ein ungewöhnlich tüchtiger Politiker, dessen positiver Beitrag zur deutschen politischen Entwicklung von keinem Zeitgenossen – weder Stresemann noch Ebert oder Naumann – übertroffen wurde“
.“

Theodor Eschenburg schrieb 1973, Erzberger sei „eine der wenigen Märtyrergestalten in der deutschen Geschichte vor der Hitlerdiktatur“. Selbst seine Gegner hätten nicht abstreiten können, „daß er eine der interessantesten Figuren unter den Abgeordneten der 150jährigen Geschichte deutscher Parlamente war“. Seine besondere Bedeutung sieht Eschenburg in drei Feldern: Erzberger sei es wesentlich zuzuschreiben, dass Reichsregierung und Nationalversammlung im Juni 1919 den Friedensvertrag von Versailles angenommen hätten. Die Reichsfinanzreform von 1920 sei im Wesentlichen sein Werk gewesen. In „unendlich vielen Einzelaktionen“ habe Erzberger seit 1903 als Reichstagsabgeordneter alle Möglichkeiten ausgeschöpft, dem Reichstag im Kaiserreich größere Geltung und größeren Einfluss zu verschaffen. Damit sei er zum „Schrittmacher des Parlamentarismus in einem antiparlamentarischen Verfassungssystem“ geworden.

Für Christopher Dowe, Historiker am Haus der Geschichte Baden-Württemberg, ist Erzberger eine Persönlichkeit, in dessen Wirken sich auch „Ambivalenzen der Moderne“ zeigen. Auf dem Weg von seiner Kriegspropaganda 1914/1915 zum Befürworter eines Verständnisfriedens ab 1917 musste Erzberger, so Dowe in seiner Biografie 2011, „einen langen Lernprozess durchlaufen“. Erzbergers moralisches Versagen beim Völkermord an den Herero zeige die Bedeutung von Feindbildern in militärischen Konflikten, die zu einer nationalistischen Hetze auswachsen können, die sich später gegen Erzberger selbst wendetet. Er selbst habe aus seinen Fehlern gelernt. Im Kern Erzbergers Politik habe stets das Bewusstsein gestanden, „dass Politik gerade in einer innerlich zerrissenen Gesellschaft immer Kompromisssuche bedeutete und Politik die Kunst des Möglichen und nicht des Wünschbaren war und ist – Fehler begehen eingeschlossen“. Im Hinblick auf Erzbergers Reform der Reichsfinanzen 1920 urteilt Dowe:

„So vollzog Erzberger in unglaublich kurzer Zeit eine radikale Modernisierung des deutschen Steuer- und Finanzwesens, die in der deutschen Geschichte, was Umfang, Geschwindigkeit und Nachhaltigkeit anbelangt, ohne Vorbild ist.“

Bundestagspräsident Wolfgang Schäuble sprach zum 100. Todestag Erzbergers am 26. August 2021 in Biberach und würdigte ihn:

„Matthias Erzberger zählt zu den herausragenden Persönlichkeiten der deutschen Demokratiegeschichte und zu den großen Staatsmännern der jungen Weimarer Republik. Er hat den Übergang vom Kaiserreich zur Republik, vom Krieg zum Frieden entscheidend geprägt. Er zahlte mit seinem Ruf und schließlich mit seinem Leben für seinen Einsatz aus Überzeugung.“

## Schriften
- Die Säkularisation in Württemberg. Stuttgart 1902 (Digitalisat auf Wikimedia Commons).
- Beiträge zur Parität in Württemberg. Stuttgart 1902.
- Centrumspolitik im Reichstag. 5 Bände, Koblenz 1904–1907.
- Der Toleranzantrag des Centrums. Osnabrück 1905.
- Zollpolitik und Sozialdemokratie. München-Gladbach 1905.
- Die Arbeitskammern vor dem Reichstage. Jena 1905.
- Die Kolonial-Bilanz. Bilder aus der deutschen Kolonialpolitik auf Grund der Verhandlungen des Reichstags im Sessionsabschnitt 1905/06. Berlin 1906. (Digitalisat)
- Die neuen Militärpensionsgesetze. Berlin 1906.
- Warum ist der Reichstag aufgelöst worden? Ein offenes Wort an die Wählerschaft. Berlin 1906.
- Bilder aus dem Reichstagswahlkampf 1907. Die Agitation der Zentrumsgegner beleuchtet nach deren Wahlschriften, Berlin 1907 (Digitalisat).
- Der Humor im Reichstage. Eine systematisch geordnete Sammlung von Parlamentsscherzen. Berlin [1910].
- Die Zentrumspolitik im Reichstage. Berlin 1910.
- Müssen wir Zentrum wählen? Die Zentrumspolitik im Lichte der Wahrheit. Berlin o. J. [1911].
- Politik und Völkerleben. In: Ideal und Leben. Eine Sammlung ethischer Kulturfragen. In Verbindung mit hervorragenden Schriftstellern herausgegeben von Dr. J. Klug. IX. Band. Ferdinand Schöningh, Paderborn und Würzburg, o. J. [1914].
- Der Völkerbund. Der Weg zum Weltfrieden. Reimar Hobbing, Berlin 1918 (Digitalisat).
- Der Völkerbund als Friedensfrage: Rede, gehalten am 27. Dezember 1918 in der Berliner Handelshochschule auf Einladung der Ältesten der Kaufmannschaft von Berlin. Reimar Hobbing, Berlin 1919 (Digitalisat).
- Reden zur Neuordnung des deutschen Finanzwesen. Verlag Reimar Hobbing, Berlin 1919. Digitalisat in der Deutschen Nationalbibliothek.
- Erlebnisse im Weltkrieg. Deutsche Verlags-Anstalt, Stuttgart, Berlin 1920 (Digitalisat im Internet Archive).
- Christlicher Solidarismus – als Weltprinzip. Mönchengladbach 1921.
- Der Solidarismus – Europas Rettung und Zukunft. Staatsbürgerliche Vereinigung, Mönchengladbach 1921.

## Filme und Hörfunksendungen
- In Dieter Meichsners Fernsehspiel Novemberverbrecher wurde Erzberger von Joachim Wolff dargestellt.
- Pia Fruth: Märtyrer der Weimarer Republik. Der Politiker Matthias Erzberger. SWR2, 31. Oktober 2014.
- Klaus Gietinger, Bernd Fischerauer: Gewaltfrieden. Die Legende vom Dolchstoß und der Vertrag von Versailles. ARD-alpha, Deutschland 2010.
- In der Verfilmung von Erich Maria Remarques „Im Westen nichts Neues“ (2022) wird Erzberger von Daniel Brühl dargestellt.

### Biographien
- Christopher Dowe: Matthias Erzberger. Ein Leben für die Demokratie. Kohlhammer, Stuttgart 2011, ISBN 978-3-17-021491-0.
- Benjamin Dürr: Erzberger, der gehasste Versöhner. Biografie eines Weimarer Politikers. Ch. Links Verlag, Berlin 2021, ISBN 978-3-96289-116-9 (Rezension u. a. am 10. Juli 2021 in der Süddeutschen Zeitung durch den Historiker Rudolf Walther).[144]
- Klaus Epstein: Matthias Erzberger and the dilemma of German democracy. Princeton 1959.
  - Klaus Epstein: Matthias Erzberger und das Dilemma der deutschen Demokratie. Übersetzung von Irmgard Kutscher. Verlag Annedore Leber, Berlin 1962; Ullstein, Frankfurt am Main 1976, ISBN 3-548-03227-3.
- Klaus Epstein: Erzberger, Matthias. In: Neue Deutsche Biographie (NDB). Band 4, Duncker & Humblot, Berlin 1959, ISBN 3-428-00185-0, S. 638–640 (Digitalisat).
- Theodor Eschenburg: Matthias Erzberger. Der große Mann des Parlamentarismus und der Finanzreform. Piper, München 1973, ISBN 3-492-00339-7.
- Christian Leitzbach: Matthias Erzberger. Ein kritischer Beobachter des Wilhelminischen Reiches 1895–1914. Peter Lang Europäischer Verlag der Wissenschaften, Frankfurt am Main 1998, ISBN 3-631-33492-3.
- Rudolf Morsey: Matthias Erzberger (1875–1921). In: Jürgen Aretz, Rudolf Morsey, Anton Rauscher (Hrsg.): Zeitgeschichte in Lebensbildern, Aus dem deutschen Katholizismus des 19. und 20. Jahrhunderts, Band 1, Aschendorff Verlag GmbH & Co. KG, Münster 2022, ISBN 978-3-402-06112-1, S. 103–112 (Digitalisat).
- Ulrich-Dieter Oppitz: Erzberger, Matthias. In: Biographisch-Bibliographisches Kirchenlexikon (BBKL). Band 42, Bautz, Nordhausen 2021, ISBN 978-3-95948-505-0, Sp. 340–382.
- Christoph E. Palmer, Thomas Schnabel: Matthias Erzberger 1875–1921, Patriot und Visionär. Hohenheim-Verlag, Stuttgart 2007, ISBN 978-3-89850-141-5.
- Wolfgang Ruge: Matthias Erzberger. Eine politische Biographie. Union Verlag, Berlin (DDR) 1976.
- Alfons Siegel: Matthias Erzberger. Leben, Wirkung, Spuren. Wegbereiter für Demokratie, Gerechtigkeit und Frieden. zepp.text, Biberach an der Riß 2021, ISBN 978-3-9822160-5-8.

### Sonstige Literatur
- Christopher Dowe: Die Kamera als politische Waffe? Matthias Erzberger im Fokus der Pressefotografen (= Kleine Schriften / Stiftung Reichspräsident-Friedrich-Ebert-Gedenkstätte. Band 32). Stiftung Reichspräsident-Friedrich-Ebert-Gedenkstätte, Heidelberg 2011, ISBN 978-3-928880-34-3.
- Andreas Gawatz: „Kutten und Kinder haben uns zusammengeführt“. Matthias Erzberger und die Formierung des modernen politischen Katholizismus. In: Rottenburger Jahrbuch für Kirchengeschichte. 22 (2004), S. 157–173.
- Maria E. Gründig: Matthias Erzberger. Für Demokratie und gegen den Obrigkeitsstaat. Hrsg. von Geschichtsverein der Diözese Rottenburg-Stuttgart in Verbindung mit dem Haus der Geschichte Baden-Württemberg, Thorbecke Verlag, Ostfildern 2023, ISBN 978-3-7995-1987-8.
- Reiner Haehling von Lanzenauer: Der Mord an Matthias Erzberger. Schriftenreihe des Rechtshistorischen Museums. Karlsruhe 2008, ISBN 978-3-922596-75-2.
- Haus der Geschichte Baden-Württemberg (Hrsg.): Matthias Erzberger, ein Wegbereiter der deutschen Demokratie. Buch zur Dauerausstellung der Erinnerungsstätte Matthias Erzberger in Münsingen-Buttenhausen. Braun, Stuttgart 2011, ISBN 978-3-933726-38-4.
- Haus der Geschichte Baden-Württemberg (Hrsg.): Matthias Erzberger. Ein Demokrat in Zeiten des Hasses. G. Braun Buchverlag, Karlsruhe 2013, ISBN 978-3-7650-8436-2.
- Eugen Huber-Stentrup: Der Mord an Matthias Erzberger. In: Juristische Schulung (JuS). Band 21, Nr. 4, 1981, S. 246–250.
- Michail Krausnick, Günter Randecker: Mord Erzberger – Matthias Erzberger. Konkursverwalter des Kaiserreichs und Wegbereiter der Demokratie. Ein Porträt. Norderstedt 2005, ISBN 3-8334-3586-0.
- Wolfgang Michalka (Hrsg.): Matthias Erzberger. Reichsminister in Deutschlands schwerster Zeit. Hrsg. im Auftrag des Bundesarchivs. Verlag für Berlin-Brandenburg, Potsdam 2002, ISBN 3-935035-32-2.
- Alex Möller: Reichsfinanzminister M. Erzberger und sein Reformwerk. Mommsen, 1971.
- Alfons Siegel: Ideen zur Friedensgestaltung am Ende des Ersten Weltkrieges und des Ost-West-Konfliktes. Entwicklungen und Konzepte von Matthias Erzberger und Dieter Senghaas. Agenda Verlag, Münster 2003, ISBN 3-89688-184-1.
- Alfons Siegel: Völkerbund, Hexagon und die Zukunft der UNO. Kant-Bezüge in Friedenskonzepten von Matthias Erzberger und Dieter Senghaas. In: Zeitschrift für Politik. 55. Jahrgang, 3/2008, S. 337–361, ISSN 0044-3360.
- Alfons Siegel: Erzbergers Lehren für den Weltfrieden. Völkerbund, Solidarismus und die Zukunft der UNO. Biberacher Verlagsdruckerei, Biberach an der Riß 2018, ISBN 978-3-947348-22-0.